# Palacio de la Generalidad de Cataluña
El palacio de la Generalidad (Palau de la Generalitat en catalán) es la sede de la Presidencia de la Generalidad de Cataluña y uno de los pocos edificios de origen medieval en Europa que se mantiene como sede del gobierno y de la institución que lo construyó. Se encuentra en el distrito de Ciudad Vieja de la ciudad de Barcelona. El edificio está situado entre los límites de las calles del Obispo, de San Severo y de San Honorato con la fachada principal en la plaza de San Jaime frente a la Casa de la Ciudad de Barcelona.
El primer edificio fue comprado en 1400 por el entonces diputado eclesiástico Alfonso de Tous, y estaba situado en la calle San Honorato, de la antigua judería (call). La primera ampliación (del año 1416) daba a la calle del Obispo y fue realizada por Marc Safont, junto con la capilla de San Jorge, del mismo autor, construida en el año 1434.
Pere Blai fue el arquitecto que en 1596 levantó la fachada principal en estilo renacentista de la plaza San Jaime, siendo la primera gran fachada de este estilo arquitectónico en Cataluña. Más tarde fueron adquiriéndose y reformándose casas hacia la calle de San Severo hasta conformar el perímetro descrito anteriormente.

## Historia

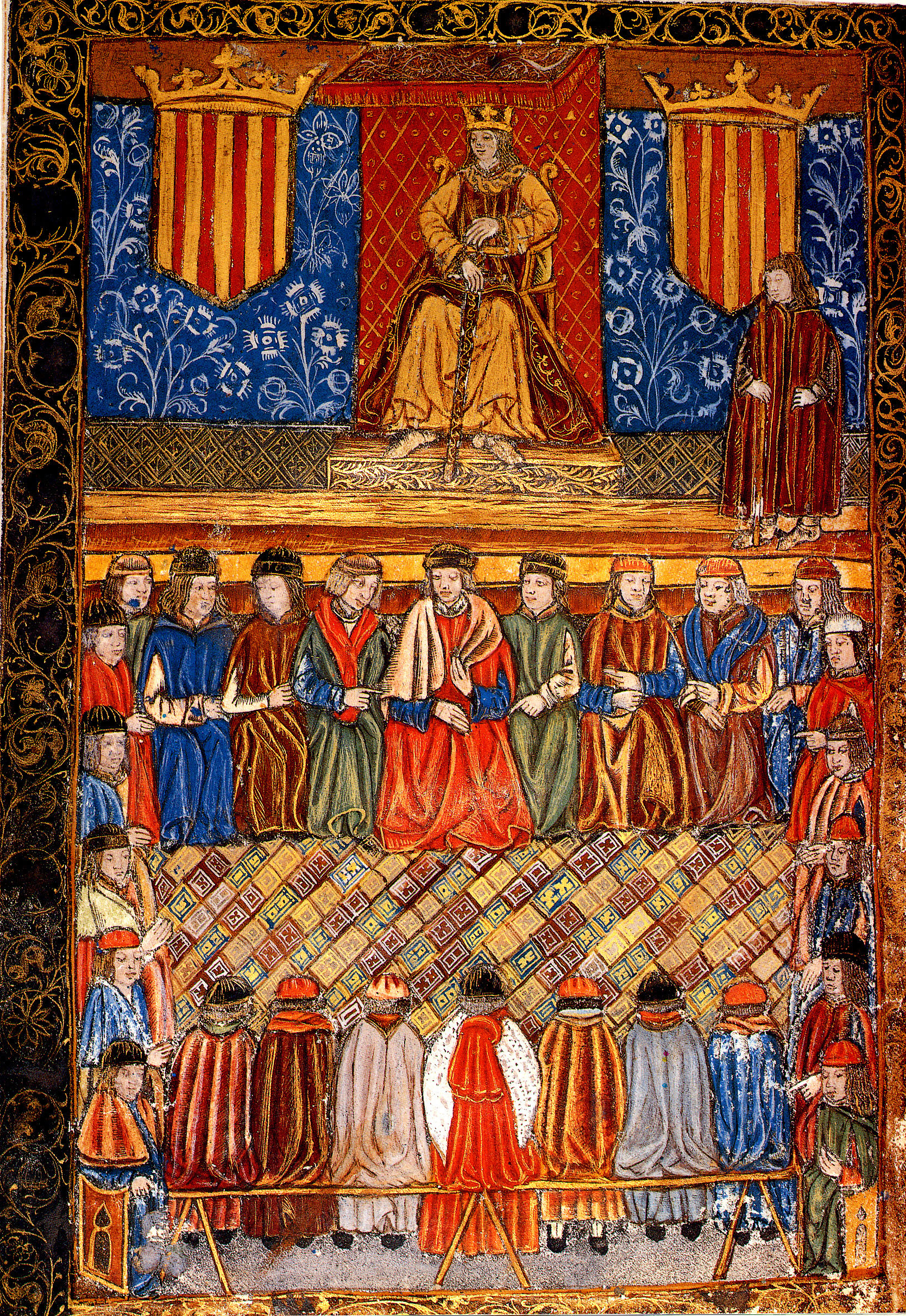
Fernando II de Aragón en su trono enmarcado por dos escudos con el emblema del señal real. Frontis de una edición de 1495 de las Constituciones catalanas.

El 26 de diciembre del año 1282 se constituyeron legalmente las Cortes de Cataluña por el rey Pedro III con la representación de tres brazos o estamentos: el militar, formado por los nobles; el eclesiástico, formado por las dignidades de la Iglesia, y el popular o real, que lo formaban los síndicos de los municipios pertenecientes al rey.
Aunque al principio sus reuniones se celebraban una vez al año, se fueron distanciando, por lo que se creó una comisión de representación para que actuase permanentemente, siendo la primera designación el 7 de noviembre de 1289. Las Cortes Catalanas -consideradas desde el año 1300 como una representación de la totalidad o «generalidad[cita requerida]» de Cataluña- crearon una comisión delegada para la recaudación de los impuestos que las Cortes otorgaban al rey. Las Cortes, reunidas en Cervera en 1359, bajo el reinado de Pedro IV, institucionalizaron aquella comisión o Diputación del General, la cual estaba bajo el mandato del obispo Berenguer de Cruïlles, considerado el primer diputado de dicha institución.
El número de sus miembros fue variando con los años hasta llegar a seis representantes en 1413, que designaron a los tres primeros de cada estamento con el nombre de Diputados y los tres segundos eran llamados Oidores de Cuentas, aquella Diputación del General sustituía, en cierto modo, al poder real ejecutando las decisiones de las Cortes Catalanas. En esta institución se inspiró en el estatuto de autonomía de 1932 el nombre actual de Generalidad de Catalunya.

### Primera abolición

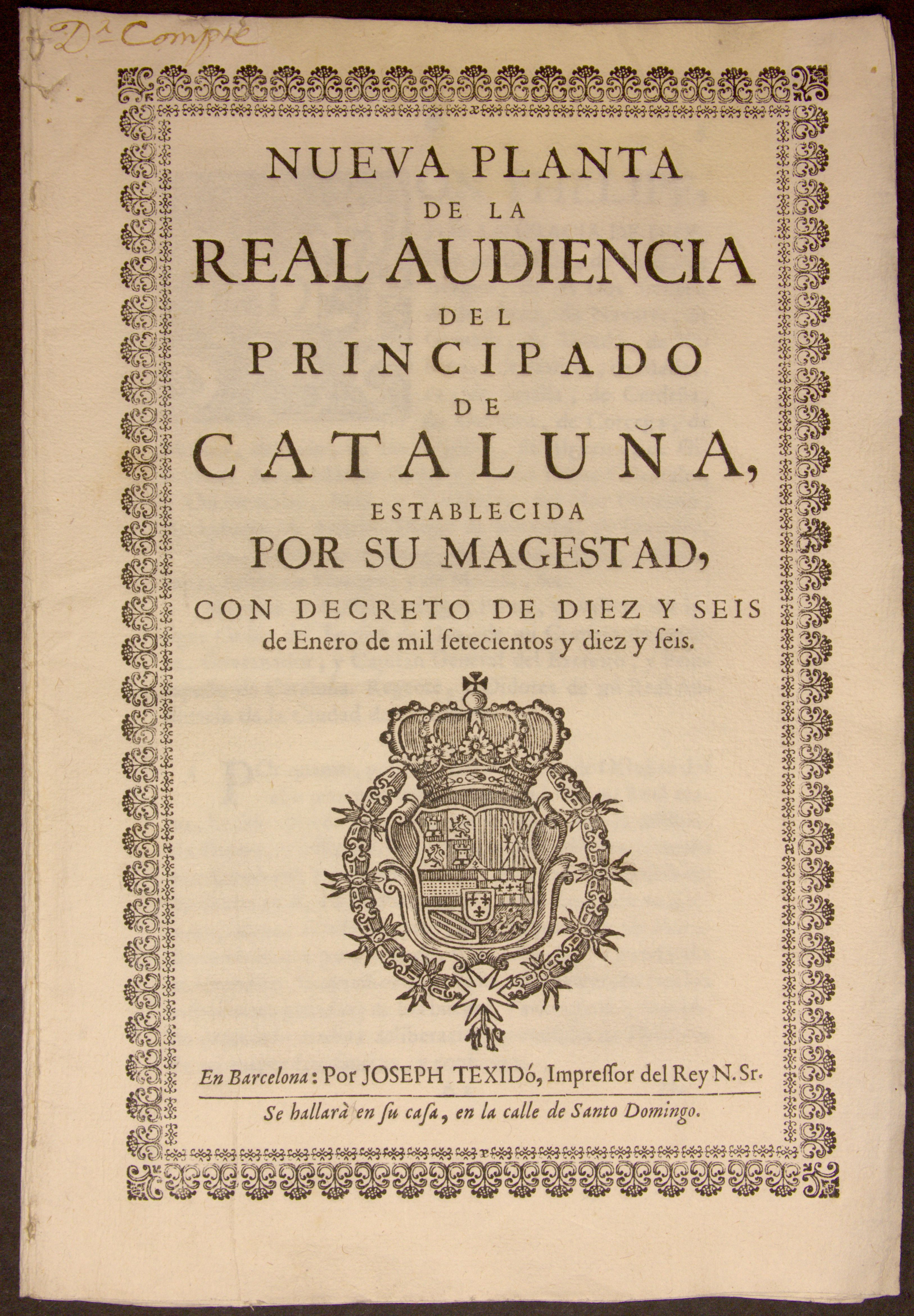
Portada del Decreto de Nueva Planta de la Real Audiencia del Principado de Cataluña.

Siglos después, en el XVIII, Felipe V, rey de España, se enfrentó a los partidarios de archiduque Carlos de Austria, que luchaba por el trono español. Esta situación, en el contexto de la Guerra de Sucesión Española, tuvo su fin el 11 de septiembre de 1714, fecha en la que Barcelona caía en manos de Felipe V. La Generalidad, las Cortes Catalanas y el Consejo de Ciento fueron abolidos por el decreto de Nueva Planta de 16 de enero de 1716.

He resuelto, que en el referido Principado, se forme una Audiencia, en la qual presidais Vos el Governador, Capitán General, ò Comandante General de mis Armas, que aí huviere, de manera que los Despachos, después de empezar con mi dictado, prosigan en su nombre; el qual Capitán General, ó Comandante, ha de tener solamente voto en las cosas de govierno, y esto hallándose presente en la Audiencia, deviendo en Nominaciones de Oficios y cosas graves, el Regente avisarle un dia antes de lo que se ha de tratar, con papel firmado de su mano, ù de palabra, con el Escrivano principal de la Audiencia. Y si el negocio pidiere pronta deliberación, se avisará con más anticipación.

El palacio de la Generalidad se convirtió en sede de la Real Audiencia, hasta el año 1908, en el que pasó a instalarse, allí, la Diputación de Barcelona.

### Primera devolución

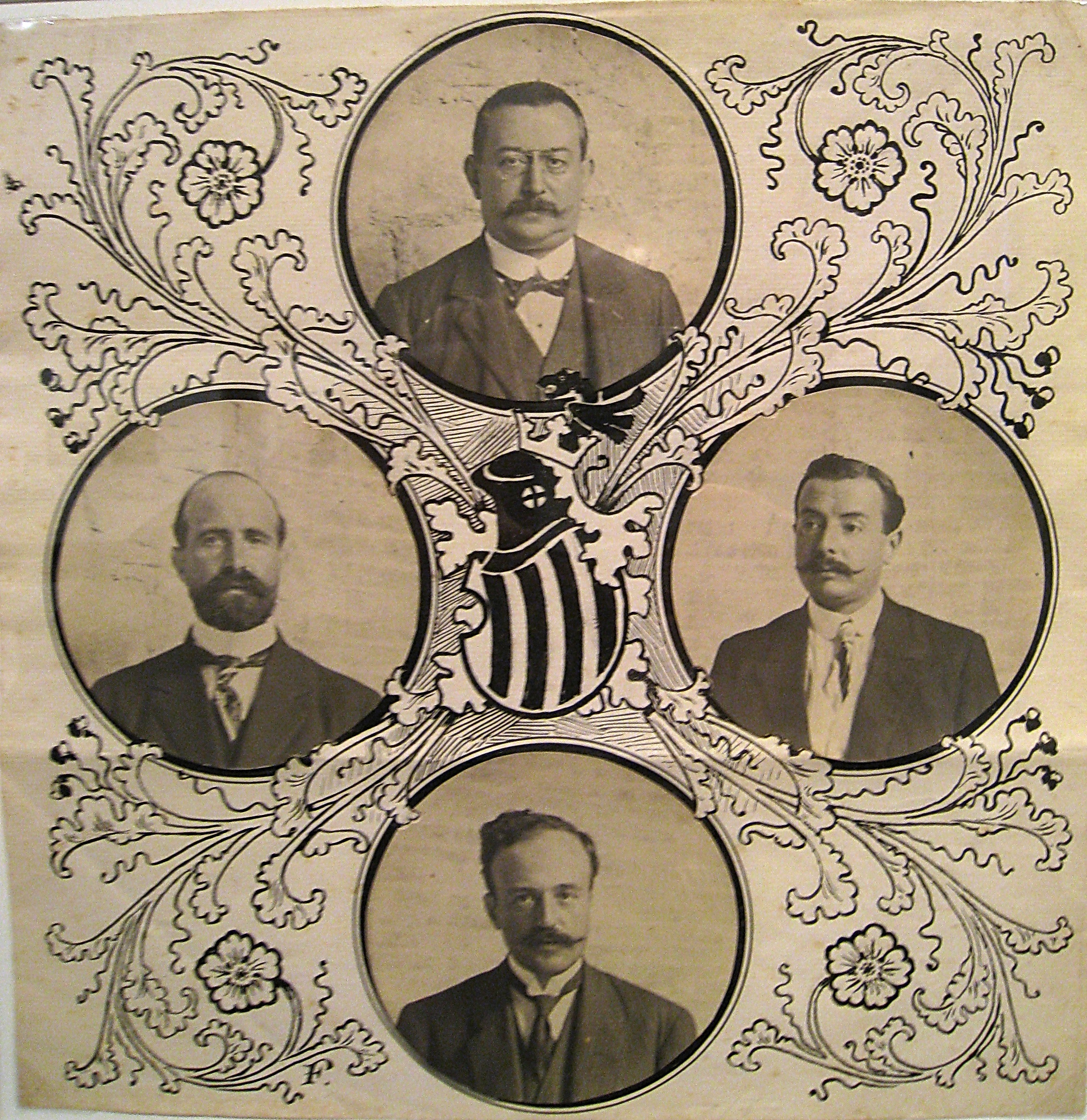
Presidentes de las cuatro Diputaciones catalanas que formaron la Mancomunidad de Cataluña.

La devolución de las instituciones de la Generalidad no se produjo hasta el siglo XX. En 1911, Eduardo Dato promulgó el Real Decreto por el que se autorizaba la unión de las diputaciones con fines puramente administrativos. A pesar de que la ley era aplicable a todas las provincias españolas, sólo las cuatro catalanas hicieron uso de esta formando la Mancomunidad de Cataluña el 6 de abril de 1914 bajo la presidencia de Enric Prat de la Riba. Sin embargo, tras la instauración de la Dictadura de Primo de Rivera en 1923, la Mancomunidad se disolvió definitivamente en 1925.
Tras las elecciones municipales celebradas en el año 1931, Francesc Macià pactó el restablecimiento de la Generalidad y fue nombrado presidente de la misma (1931-1933). Macià abolió las cuatro diputaciones provinciales y este Palacio volvió a ser la sede de la Generalidad y de su Gobierno. De acuerdo con el Estatuto de Autonomía de 1932, Cataluña se dotó de un Parlamento, de un Ejecutivo y una Administración de Justicia autónoma (Tribunal de Casación). Su sucesor, el presidente Lluís Companys, completó en 1934 la unificación del poder político autónomo suprimiendo a los gobernadores civiles provinciales introducidos por el Gobierno de Madrid en el siglo XIX.

### Segunda abolición
Terminada la Guerra Civil de 1936-1939, la Generalidad se exilió a Francia. El nuevo régimen franquista abolió de nuevo las instituciones de la Generalidad. Su presidente, Lluís Companys, fue capturado en Francia por el ejército alemán, entregado a España, juzgado en consejo de guerra, condenado a muerte y fusilado en el castillo de Montjuïc (1940). 
Muerto el presidente Companys, Josep Irla, último presidente del Parlamento catalán, se hizo cargo de la presidencia de la Generalidad en el exilio hasta que, en el año 1954, fue sucedido por Josep Tarradellas, igualmente en el exilio.
Una vez más, el sistema centralista estableció gobernadores civiles y diputaciones provinciales, instalándose en este Palacio la Diputación de Barcelona. Dicha división provincial no seguía la división territorial comarcal, tradicional en Cataluña.

### Segunda devolución
Con la recuperación de la democracia en España y celebradas las elecciones legislativas españolas (1977) este Palacio volvió a ser nuevamente la sede de la Generalidad, restablecida el 29 de septiembre de 1977, incluso antes de la aprobación de la Constitución española de 1978. En el mes de diciembre de 1979 fue promulgado un nuevo Estatuto de Autonomía, y en los comicios convocados para el 20 de marzo de 1980 se eligió a los 135 diputados del Parlamento de Cataluña. El 10 de abril de ese mismo año se constituía el Parlamento. Finalmente, con la elección del presidente del Parlamento y el de la Generalidad, que formó el primer Gobierno estatutario, la Generalidad quedó básicamente constituida.

## Arquitectura

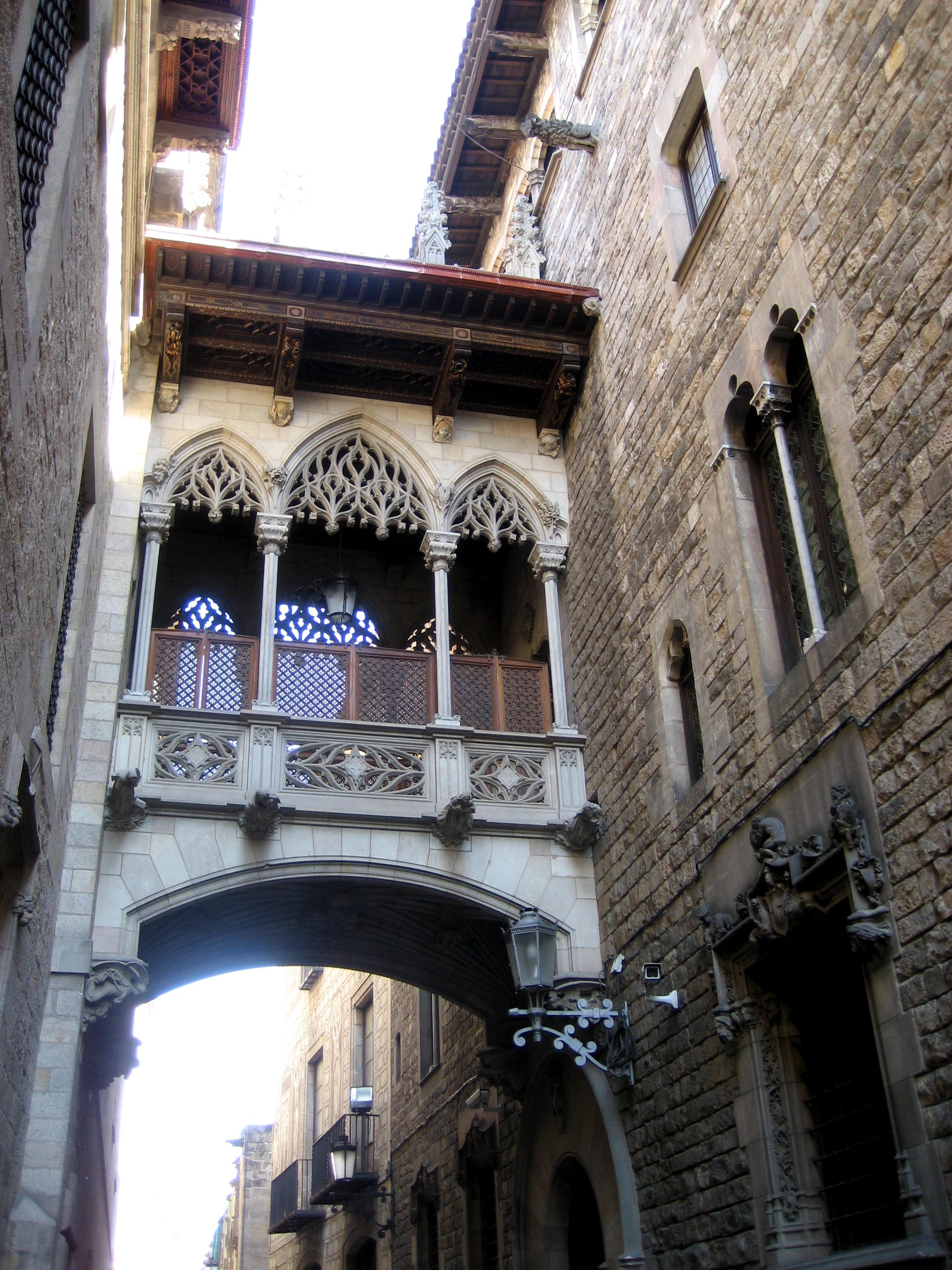
Puente de la calle del Obispo por Juan Rubió.

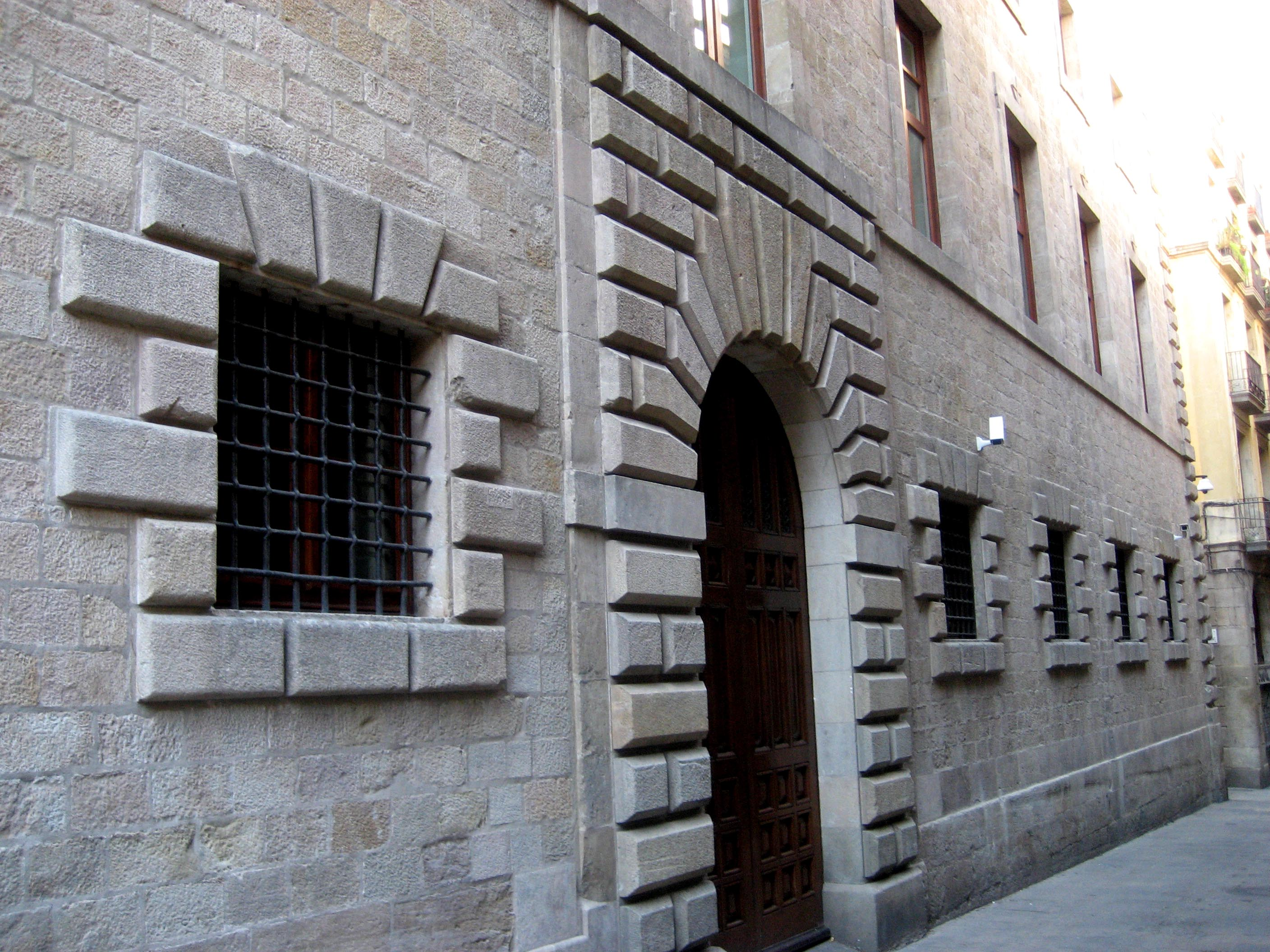
Fachada de la calle San Severo realizada por Pere Pau Ferrer.

Se trata de un edificio preexistente del siglo XIII, casa del financiero y poeta judío catalán Moixé Natan, hasta el saqueo a los judíos que sufrieron el 1391. Pasó por varios propietarios, hasta su adquisición el 3 de diciembre de 1400 por la Diputación del General de Cataluña. Que al convertirse en un aparato político debió de adaptarse a sus nuevas funciones con construcciones y remodelaciones desde principios del siglo XV hasta mediados del siglo XVII. Con elementos góticos como el patio central, su gran escalinata y las galerías que lo circundan, con gótico flamígero como la fachada de la calle del Obispo y la de la capilla de San Jorge y la gran fachada renacentista de la plaza San Jaime de Barcelona.
Entre los años 1610 y 1630, Pere Ferrer y su hijo Pere Pau Ferrer realizaron las obras en las fachadas de la calle san Honorato, la de la calle de San Severo y construyendo una nueva puerta en la calle del Obispo de estilo Vignolesco como la realizada en la calle de San Severo.
Cuando en el año 1716 por el Decreto de Nueva Planta, estableció su sede la Real Audiencia, se realizaron habilitaciones sin tener muy en cuenta la riqueza arquitectónica del edificio, se construyeron tabiques para la división de los distintos servicios de la Audiencia, sólo más tarde, en el siglo XIX, se encargó al arquitecto Miquel Garriga i Roca unas obras de reparación del edificio, principalmente en la fachada de la calle de San Honorato y en la galería gótica. Entre la segunda y cuarta década del siglo XX bajo la dirección del arquitecto Josep Puig i Cadafalch con la colaboración de Josep Borí y Juan Rubió Bellver, se realizó otra gran restauración con recuperación de elementos y ámbitos originales así como unas nuevas creaciones neogóticas como el puente en la calle del Obispo que une el palacio con la casa de los Canonges,inaugurado el 23 de abril de 1928 y el proyecto de una gran chimenea en alabastro para la Sala de la Presidencia, realizada por el escultor Josep M. Camps i Arnau, siendo trasladada al Museo Maricel de Sitges en 1935.

### Primer edificio

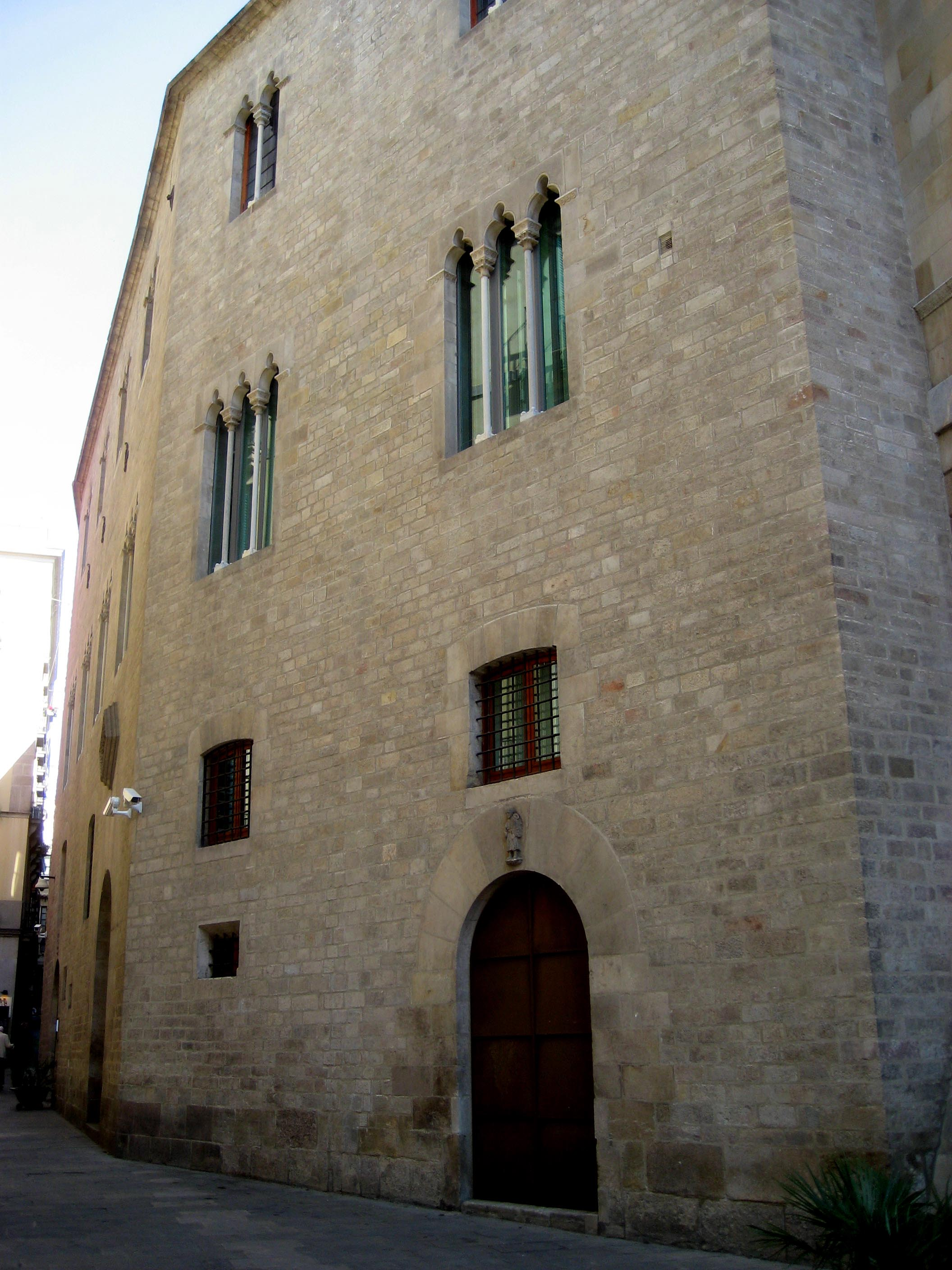
Fachada de la calle de San Honorato.

En sus inicios, las reuniones de la Diputación del General, no tenían edificio propio, por lo que se celebraban en el convento de San Francisco. Posteriormente y a medida que iban adquiriendo importancia las funciones que desempeñaban, pensaron en disponer de un edificio propio y finalmente, el 3 de diciembre de 1400, sus representantes: Alfons de Tous, Jaume Marc y Ramón Desplà, adquirieron por 38.500 sueldos la casa del comerciante Pere Brunet de la calle San Honorato, constando de un pequeño espacio con fachada a dicha calle, un patio central, otro espacio más próximo a la calle Obispo y un pequeño huerto.
La fachada en la calle San Honorato, era y es una puerta con arco de medio punto (que corresponde al cuerpo de edificio más saliente), sobre cuya parte central se encuentra esculpida una figura de macero (personaje al servicio de los diputados) y seis ventanales triforados divididos por columnas; en esta parte del edificio, en su primer piso, estaban las dos salas que aún existen, la "Cámara del Consejo" para las sesiones de los diputados y la "Cámara de los Oidores". Sobre este piso otro con porches a manera de desván bajo tejado.
En el patio central ya existía una escalera en el mismo lugar que la actual, pero más sencilla, con tres galerías porticadas en la primera planta y sobre ellas los desvanes.
Situado en el pequeño edificio cercano a la calle Obispo, había el "Archivo de Cuentas en su planta baja, donde tenía un arco por el que se pasaba al huerto cercado por una tapia.

### Fachada gótica

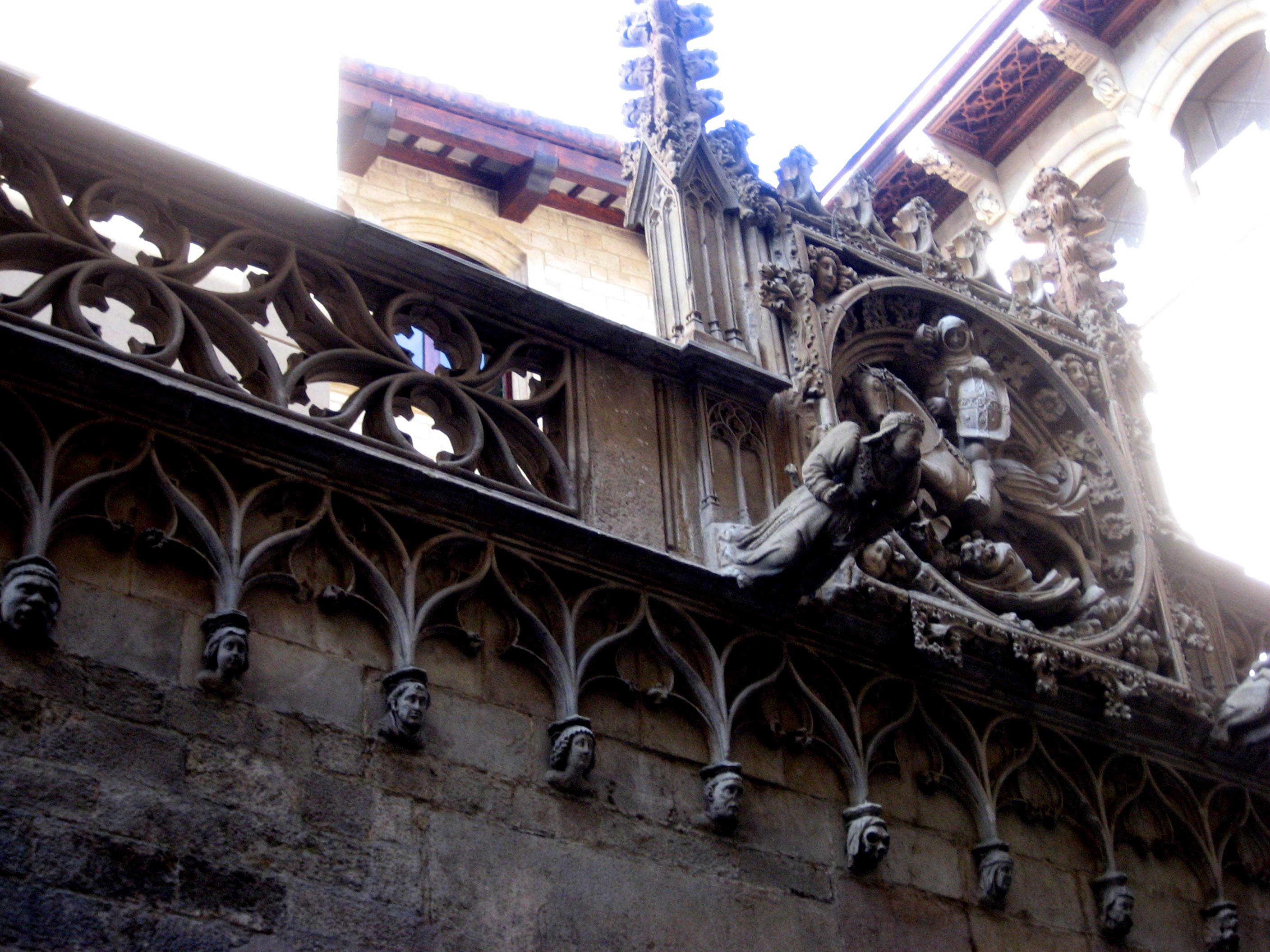
Esculturas realizadas por Pere Johan con la imagen de San Jorge y la gárgola representando la princesa.

Por hallarse la cerca de la calle del Obispo en mal estado, se acordó el 18 de julio de 1416, substituirla por la construcción de una fachada, que le fue encargada al maestro de obras Marc Safont, con una puerta de arco escarzano. La decoración escultórica de esta portada estuvo a cargo del artista Pere Johan, realizando sobre la puerta un friso de arquillos ojivales ciegos de ménsulas con pequeñas cabezas esculpidas y con una baranda de tracería gótica calada con un gran medallón central con la imagen de san Jorge y el dragón, así como las gárgolas, en una de las cuales hay representada la princesa a quien el santo defendió, para terminar toda la ornamentación con unos trabajados pináculos. Una vez finalizada la decoración de esta fachada, los diputados de la Generalidad quedaron tan satisfechos que doblaron la cantidad inicial de diez florines, que era lo estipulado en el contrato, que habían hecho con el escultor. Esta obra se finalizó en 1418.

### Fachada renacentista
En 1596 se acordó la construcción de la entonces llamada parte moderna, o sea la fachada de la plaza San Jaime, fue propuesto para este proyecto, por el presidente de la Generalidad, abad de Poblet, Francesc Oliver de Boteller, al maestro de obras Pere Blai. Enterado el rey Felipe II, creyendo que en vez de ampliación lo que se pretendía era fortificarlo, dio orden el 24 de marzo de 1597 para su suspensión. Después de varias entrevistas entre los diputados y el virrey de Cataluña, Lorenzo IV Suárez de Figueroa y Córdoba, duque de Feria, se realizó las trazas y una maqueta del edificio para mostrarla al rey, formando una expedición hacia Madrid con el maestro Pedro Blai y el diputado canónico de la catedral de la Seo Vieja Joan Sentís, la negociación duró hasta finales de año, el rey reconoce que no va a edificarse ningún castillo defensivo y se pueden reanudar las obras, bajo la supervisión del virrey de Cataluña.
La fachada de estilo renacentista, fue realizado como un frontón de palacio italiano con gran relación en dimensiones y resolución arquitectónica con el Campidoglio de Roma.
|  |  |

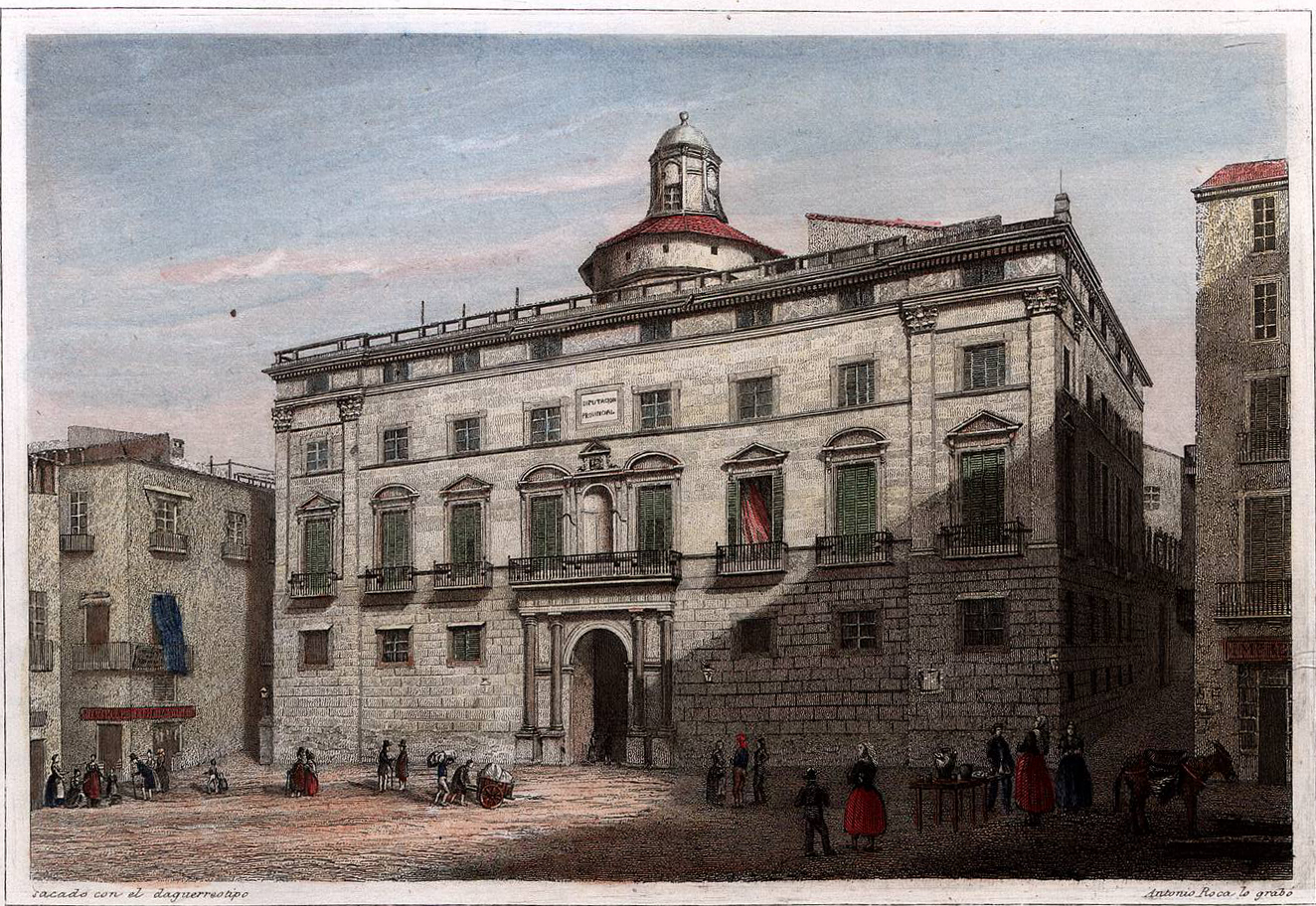
Vista del inmueble a mediados del siglo en un grabado de Antonio Roca

Consta de tres cuerpos verticales, con pilastras adosadas con capiteles corintios en sus cuerpos laterales entre la planta noble y el tercer piso. En la planta baja y centrada se halla la puerta flanqueada en ambos lados por dos columnas de orden dórico y un friso recto clásico, con seis pequeñas ventanas cuadradas tres a cada lado. Según las investigaciones del Instituto Catalán de Arqueología Clásica (ICAC), estas columnas son de origen troyano, con unos 1900 años de antigüedad, traídas originalmente junto con otras a la antigua Tarraco para erigir algún monumento de relevancia en el foro, quizá el propio templo de Augusto, y después reutilizadas en construcciones religiosas de época cristiana, hasta su definitivo traslado a Barcelona en 1598 para la construcción de la fachada de este palacio. En la primera planta se encuentran ocho ventanales con frontones triangulares y curvados alternos, en el centro una hornacina con los bajo relieves esculpidos en su concavidad de los diputados que ordenaron la construcción de la fachada: Lluís de Tamarit, Francesc Oliver de Boteller y Jaume Riu. La escultura de San Jorge, del año 1860, colocada posteriormente en el año 1872, fue realizada por el artista Andreu Aleu i Teixidor y sobre esta hornacina el escudo con la cruz de San Jorge. Abarcando esta hornacina y los dos ventanales adjuntos se encuentra el balcón principal de la fachada. En la siguiente planta están otras ocho ventanas cuadradas y el entablamento con un friso corrido no decorado con ocho aberturas de respiración, las cuatro centrales corresponden a la cúpula del salón de San Jorge y que tienen carácter meramente decorativo. Se finalizó la obra de la fachada en 1602.
En las obras de remodelación del siglo XIX, se construyó al final del vestíbulo una escalinata de piedra con la colocación de dos grandes leones de bronce realizados por el escultor Vallmitjana Abarca y en el lado derecho, la escalera de honor de mármol, proyectada por el arquitecto Ramón Prats, y que en su entrada tiene la escultura de un perro guardián en bronce, también de Vallmitjana Abarca.

## Interior

### Salón de San Jorge

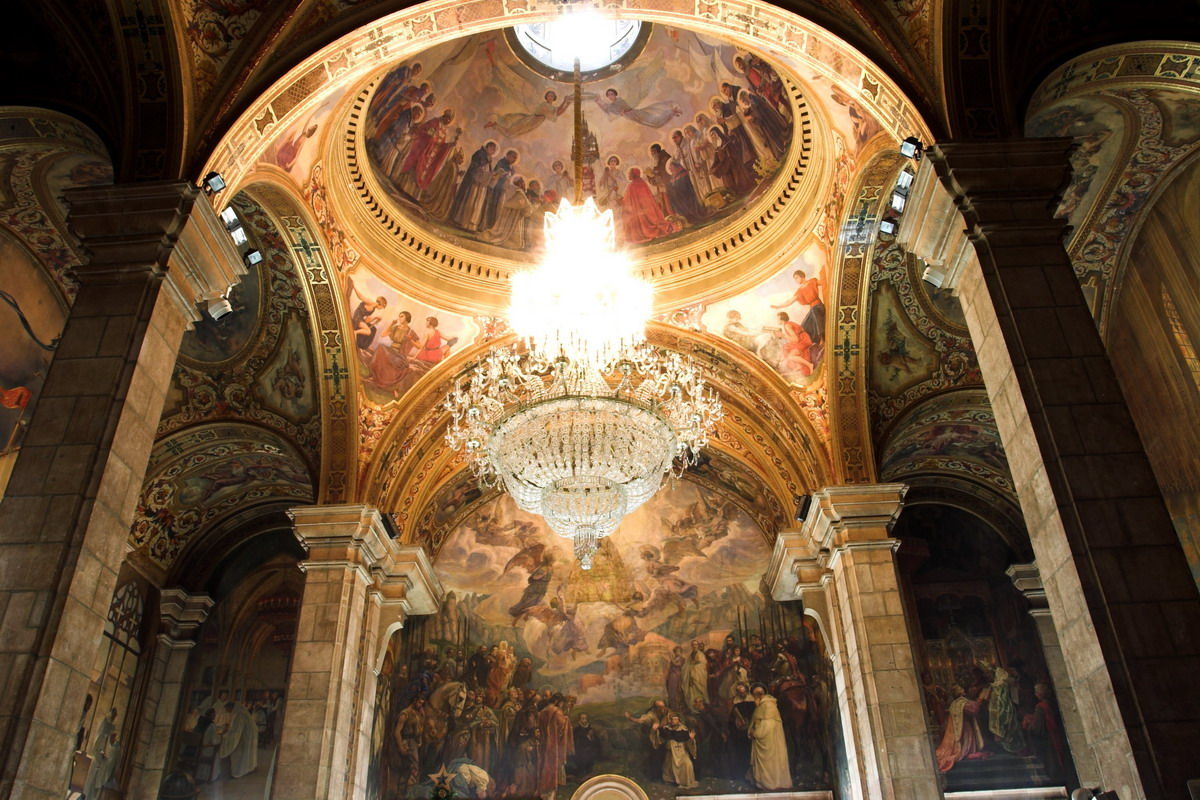
Salón de San Jorge.

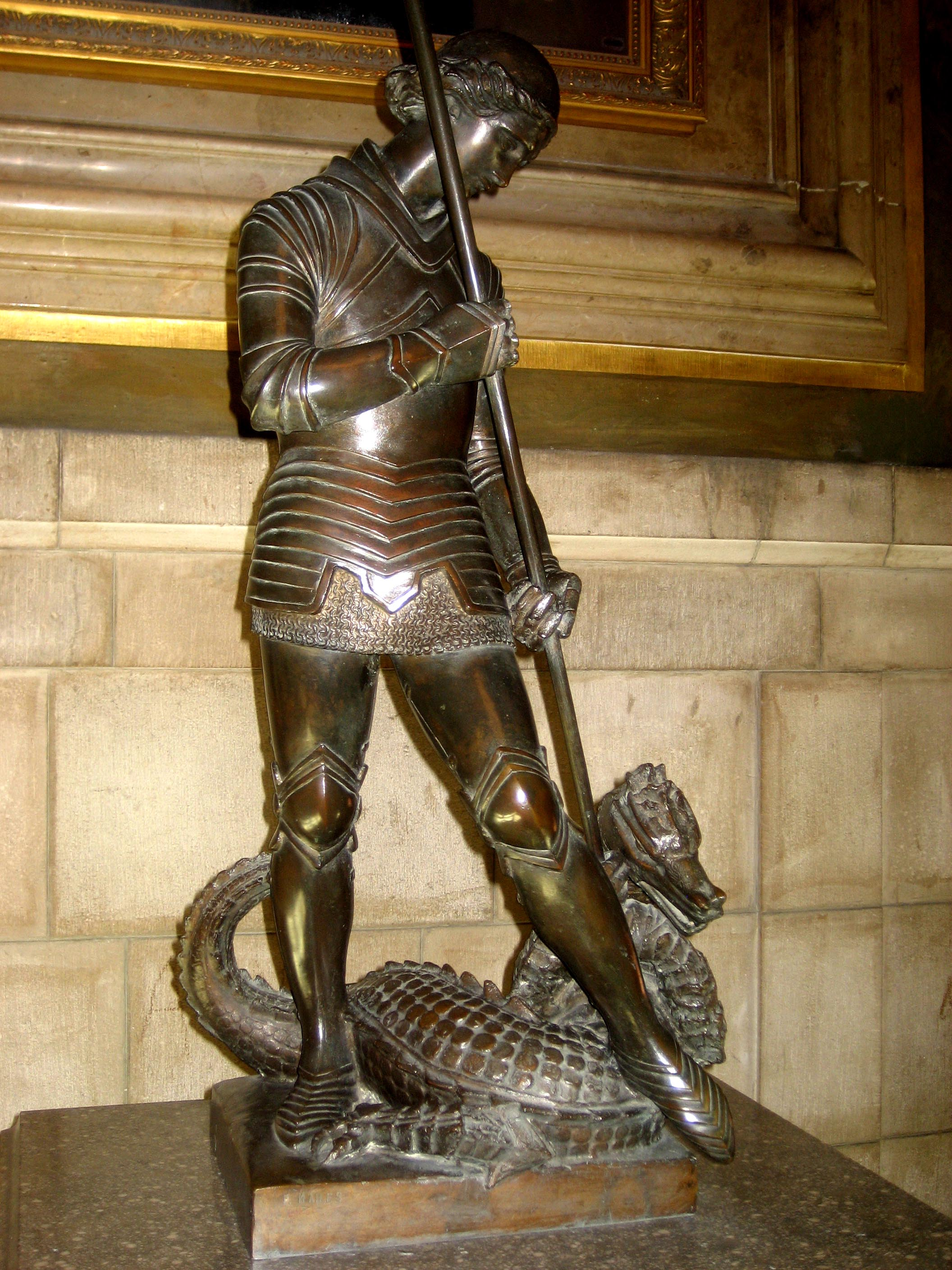
San Jorge de Frederic Marès.

El salón data del siglo XVI-XVII. Al inicio, el arquitecto Pere Blai tenía previsto usar el espacio dedicado al actual salón como una nueva capilla en sustitución de la capilla gótica de San Jorge que al final no se produjo, no obstante, todavía se conserva y aprecia la cúpula desde las calles colindantes. En 1908, tras la ocupación del Palacio por parte de Audiencia Real fruto del Decreto de Nueva Planta, el presidente de la Diputación de Barcelona Enric Prat de la Riba encargó al pintor Joaquín Torres García un mural para el salón que posteriormente, durante la dictadura de Miguel Primo de Rivera, se ordenó la sustitución de la obra por un conjunto pictórico con un aire claramente militarista y de ideología españolista. 
- La Virgen de Montserrat con los Santos y Reyes que han visitado el Monasterio, realizado por Josep Mongrell. Presidiendo el centro del salón.
- El casamiento de Isabel la Católica y Fernando de Aragón, por Josep Maria Vidal-Quadras.
- Recibimiento de Colón por los Reyes Católicos, por Francesc Galofré i Oller y Francesc Galofré i Surís.
- La Batalla de Lepanto, por Josep Maria Xiró i Taltabull.
- El Consulado de Mar, por Antoni Utrillo.
- La Batalla de las Navas de Tolosa, por Laureà Barrau.
- Reunión del Capítulo del Toisón de Oro en el Coro de la Catedral de Barcelona, por Arcadi Mas i Fondevila.
- Las Cortes de Monzón, por Josep Triadó.
- El Monasterio de Poblet, por Josep M. Martí Garcés.
- El Compromiso de Caspe, por Carlos Vázquez.
- Primera misa después del desembarco de la hueste del rey Don Jaime el Conquistador en Mallorca, por Alexandre de Cabanyes.
- La Batalla del Bruch, por Juli Borrell.

En sus bóvedas están representadas las alegorías:
- El triunfo de la Inteligencia, por Félix Mestres.
- El triunfo de la Voluntad, por Félix Mestres.
- La Espiritualidad catalana en relación con Dios y con la Patria, por Dionisio Baixeras.

Se encuentra una escultura de San Jorge realizada por Frederic Marès.
Actualmente, el Salón de San Jorge es un recinto específico para las recepciones, ubicado cerca de la plaza San Jaime, donde se puede observar la cúpula desde el exterior.

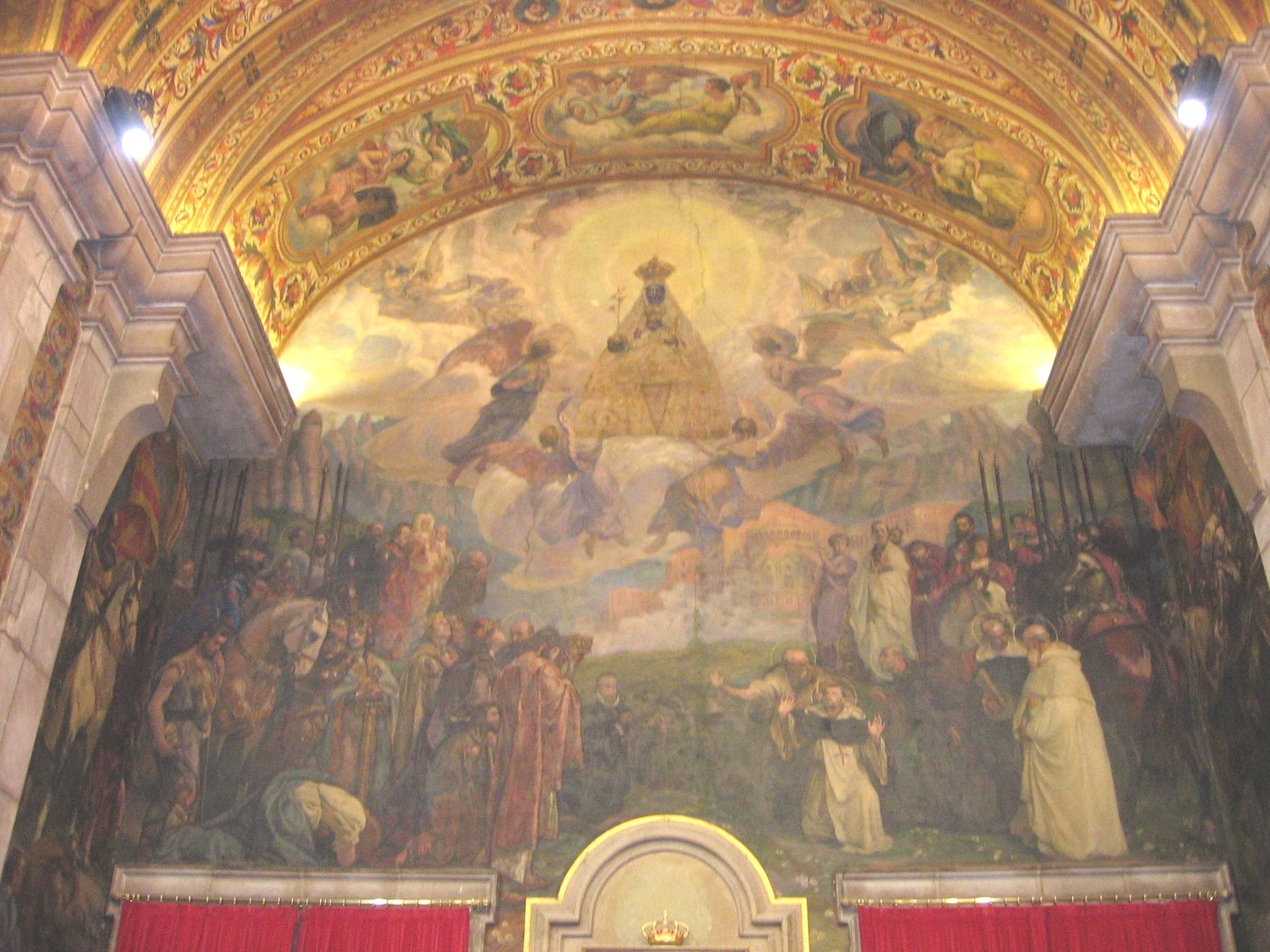
La Virgen de Montserrat con los Santos y Reyes que han visitado el Monasterio, por Josep Mongrell.
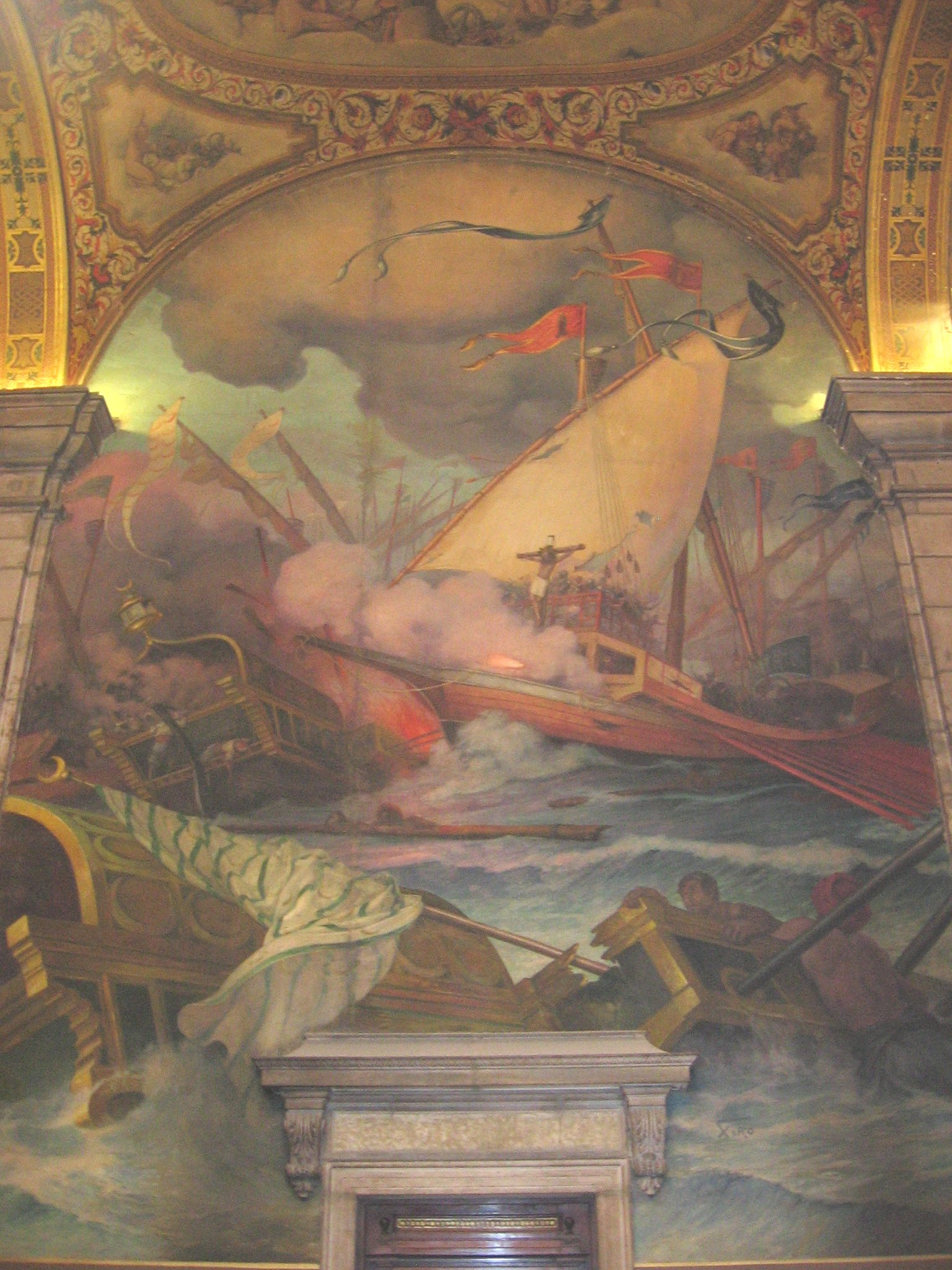
La Batalla de Lepanto, por Josep Maria Xiró.
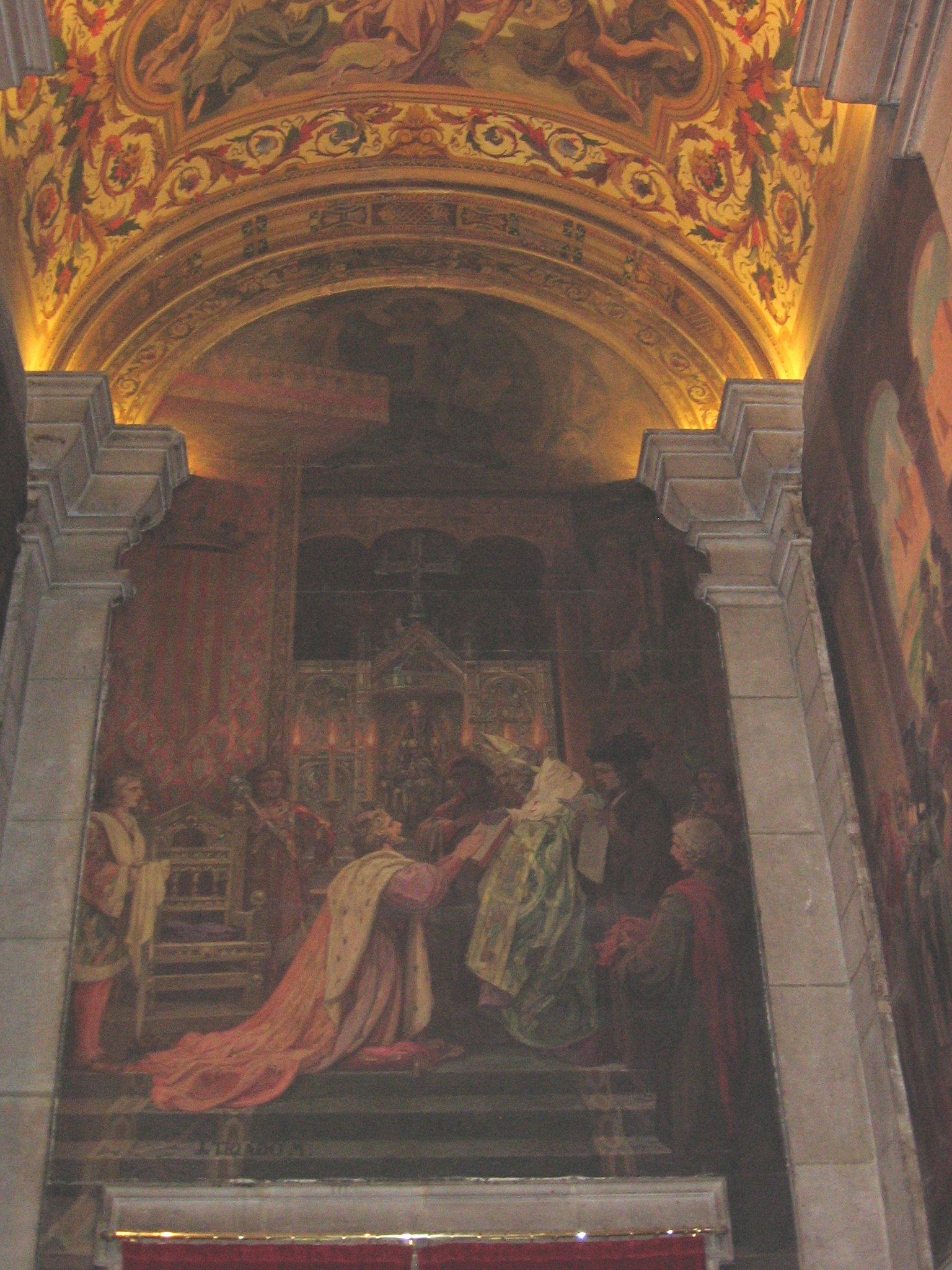
Las Cortes de Monzón, por Josep Triadó.

### Patio central o galería gótica

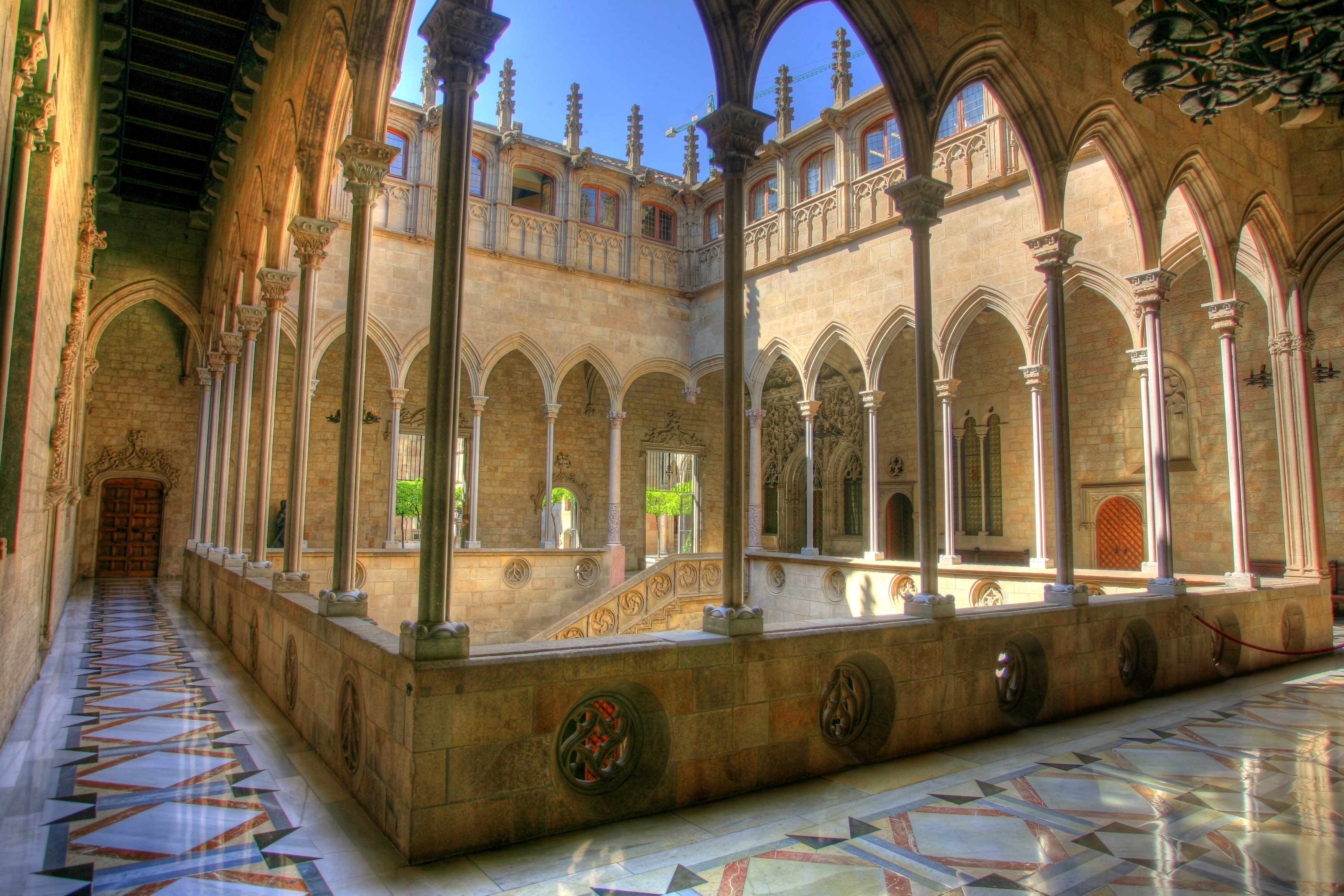
Galería gótica del patio central.

Continuaron las obras del interior del edificio en el año 1424 por Marc Safont, haciendo desaparecer el huerto y construyéndose la cuarta galería del patio central, la que queda en sentido paralelo a la calle de san Honorato, se realizó en todo igual a las otras existentes consiguiendo un perfecto conjunto. Se abrió también la puerta grande que comunica esta galería con la "Cámara del Consejo" y se realizó una nueva escalera para sustituir la anterior del patio, este tipo de escalera se construía adosada a un lado del muro del patio con una gran ornamentación escultórica en toda su barandilla a base de óculos con diferentes motivos flamígeros, que se vuelven a ver similares, en el decorado de la galería, el acceso de la escalera con la galería se hace a través de un doble arco con capitel suspendido en el centro y las columnas de ambos lados de mármol rosa labradas con decoración renacentista, ya que esta entrada a la galería, fue una reforma del año 1581 realizada por Gil de Medina. El remate del piso superior está realizado con una hilera de arcos escarzanos de tracería gótica, con gran variedad de gárgolas figurativas realizadas por Pere Johan y altos pináculos. En 1429 se colocaron los vitrales en las ventanas interiores de la "Cámara del Consejo" dibujados por Lucas Borrasá y realizados por Juan Roure de Amberes, residente en Barcelona. Se pavimentó el piso del patio en 1545 bajo el maestrazgo de Tomas Barça y Antoni Carbonell.
Se inauguró el 26 de octubre de 1926 un tríptico, colocado en uno de los muros de la galería, conmemorativo de la guerra de África, de estilo neogótico, compuesto de tres plafones de bronce en bajo relieve, con la representación en el del centro, de los Reyes Católicos, el de la derecha con el General Prim y los voluntarios catalanes en 1860 y por último en la izquierda Ramon Llull en Valencia. En la parte superior central se encuentra la Virgen de la Merced y cuatro santos de la orden mercedaria y sobre las columnas de la base las imágenes del cardenal Cisneros, Wifredo el Velloso, Jaime I y Juan de Austria. En la parte inferior hay una lápida con la inscripción:

A la gloriosa memoria de los voluntarios catalanes de la guerra de África de 1860 y de cuantos en todo tiempo han hecho en paz y en guerra el sacrificio de sus vidas por el honor de España y por el triunfo de nuestra civilización, dedica este monumento, cumpliendo un antiguo mandato de la voluntad popular, la Diputación Provincial de Barcelona. Octubre de 1926.

Desde esta galería, se tiene acceso a la capilla de San Jorge, al patio de los Naranjos, al despacho presidencial (antigua cámara de los Oidores), a su antesala de espera (antiguo salón de la Virgen de Montserrat y anteriormente cámara del Consejo) y al archivo de Cuentas.

### Capilla de San Jorge

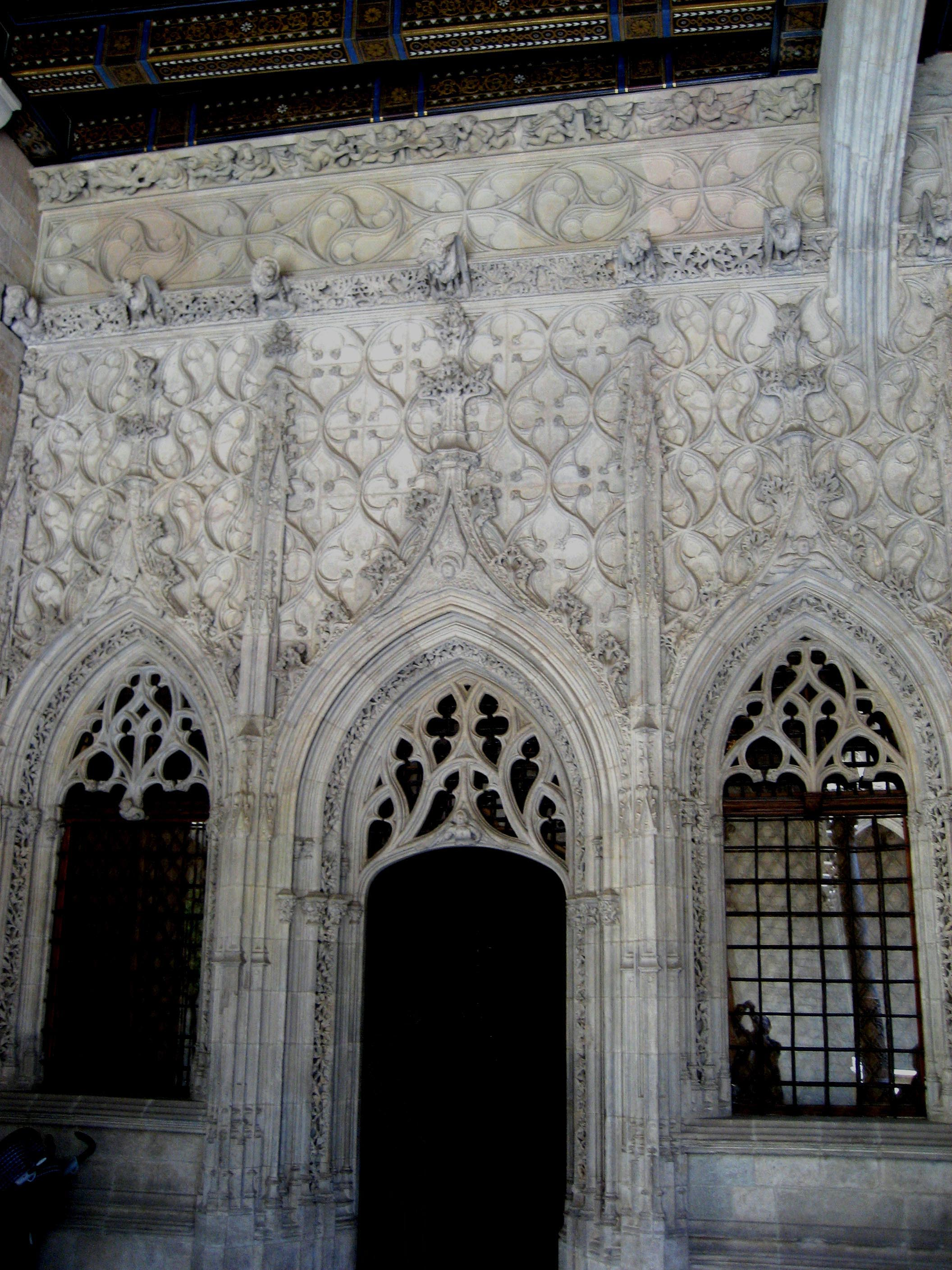
Fachada de la capilla de San Jorge en gótico flamígero.

A la Corona de Aragón, los cruzados habían traído la fama de San Jorge, extendiéndose rápidamente la devoción a este santo, fundándose cofradías bajo su advocación con el emblema de la cruz roja en campo de plata, adoptado también por la Diputación del General.

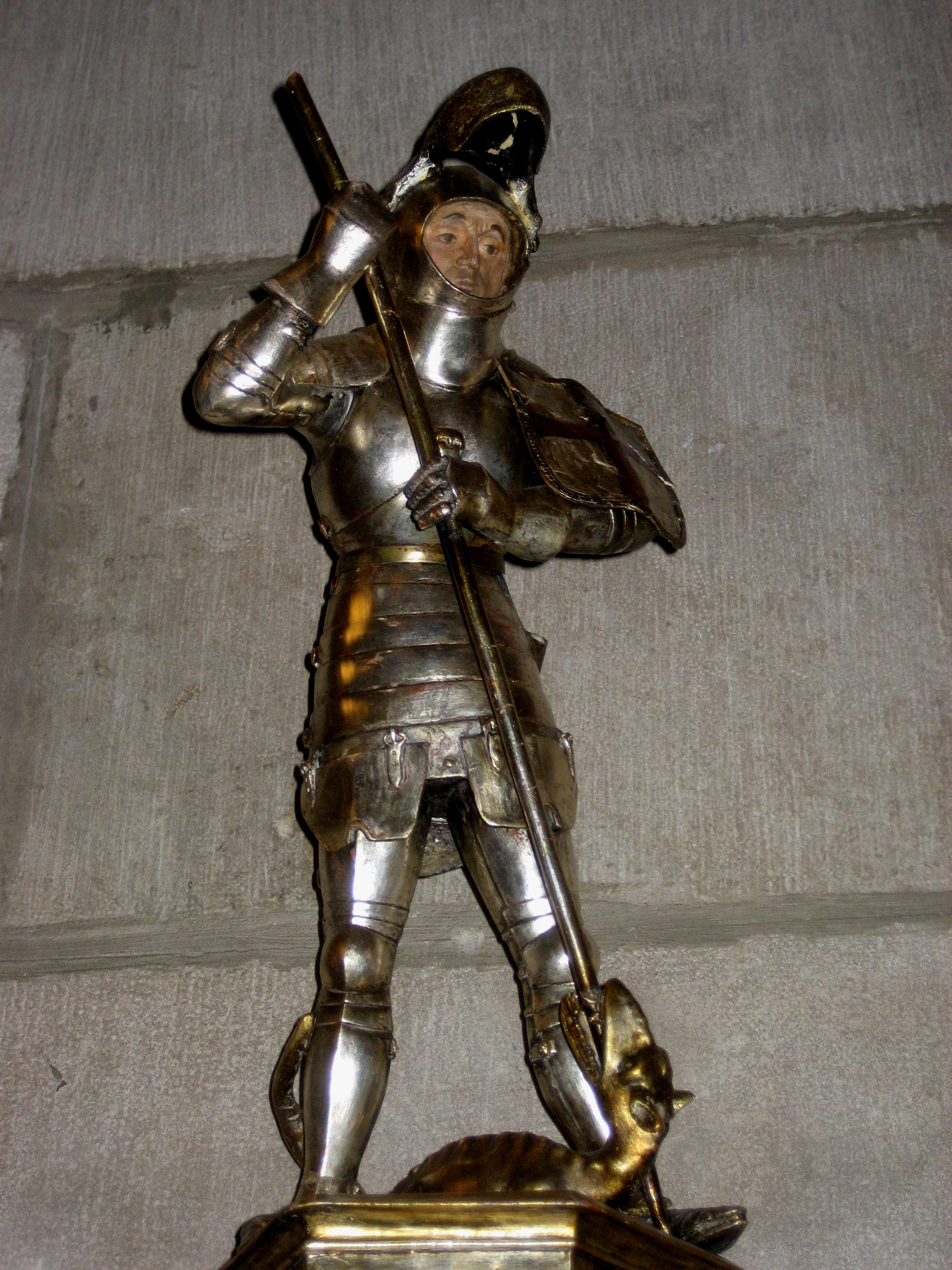
Escultura gótica de San Jorge con armadura articulada del.

Acordaron las cortes de Barcelona en el año 1432, la construcción en el Palacio de una capilla dedicada a San Jorge, situándola en uno de los ángulos de la galería gótica donde desemboca la escalera, se encargó la obra a Marc Safont. En un principio el interior de la capilla fue muy reducido, de planta rectangular con arcos en forma ojival de nervios decorados y con la clave de bóveda central con la representación de San Jorge matando al dragón, en las ménsulas donde arrancanlos nervios de los arcos que sostienen la bóveda hay representados escultóricamente los cuatro evangelistas . Debajo de ella se encontraba otra sala también de planta rectangular y de las mismas dimensiones con bóveda de crucería y en su clave central con las armas reales sostenidas con las imágenes de la Virgen, san Francisco, san Marcos y san Bernardo que coinciden con los santos patromínicos de los diputados de la Generalidad en la fecha de 1431-1434 que fue en la fecha de construcción de la capilla y posiblemente de esta estancia. La portada está realizada con una decoración gótica flamígera de filigrana de gran fantasía con una puerta ojival central y enmarcada por dos ventanas también ojivales con tracerías y guardapolvos formados con arcos conopiales con grandes florones. Esta primera parte de la capilla se terminó en el año 1434, procediéndose a su ampliación y construyendo la parte posterior en 1738, donde se aloja el altar y cubriéndola con una cúpula que se sostiene por arcos, dos de los cuales con capiteles suspendidos. 

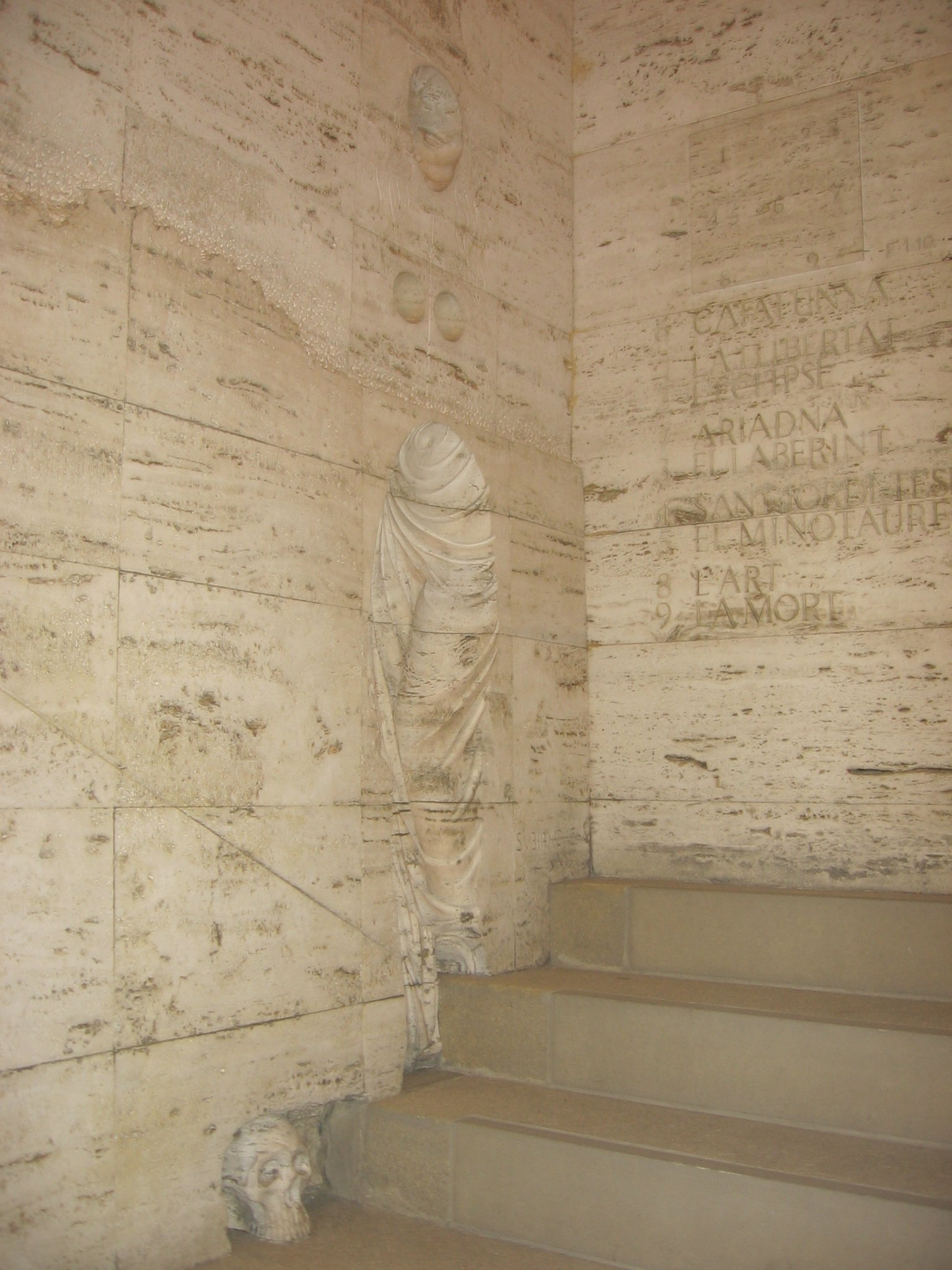
Relieve de San Jorge-Teseo, de Josep Maria Subirachs, 1976.

En este segundo espacio, se encuentra una puerta que da paso a la pequeña sacristía, donde se guardan objetos litúrgicos de orfebrería, destacando un relicario de plata dorada que guarda el fémur de San Jorge, realizada por el platero Felip Ros y donada la reliquia por Guillén de San Clemente, embajador de Francia en las Cortes de Felipe II de España.
Del año 1451 hay un antipendio con la vida de San Jorge, bordada por Antoni Sadurní (que fue nombrado bordador de la Diputación en marzo del año 1458), que se encuentra expuesto en una vitrina a la entrada, en la parte derecha, de la capilla y el que se muestra en el altar es una reproducción en plata realizado en 1956 por el orfebre Ramón Sunyer, también de este metal es la estatuilla articulada de Sant Jorge con armadura gótica del año 1420/1425 considerada de orfebrería milanesa. Se sabe que en el año 1531 los diputados decidieron encargar un grupo representando a Sant Jorge a caballo matando el dragón, encargaron la ejecución al orfebre Ferrer Grau, aunque finalmente adquirieron esta pequeña escultura a Joan Bravo de Saravia residente en la ciudad de Soria en el año 1536. Detrás del altar y en la parte izquierda se encuentran dos tapices flamencos del siglo XVI sobre la vida de Noé.
En 1976 el escultor Josep Maria Subirachs realizó la puerta para la sacristía de la capilla de San Jorge, así como el Relieve de San Jorge-Teseo en la galería que une el Palacio de la Generalidad con la Casa de los Canónigos.

### Patio de los Naranjos
En las casas nobles catalanas de la época del gótico y renacimiento era muy común tener un patio interior con naranjos como habían tenido la Casa de la Ciudad y el Palacio de la Llotja de Mar. 
A medida que los diputados, para necesidades de la institución, iban adquiriendo casas lindantes a ambos lados del palacio, iban construyendo salas dejando los huertos o jardines interiores como espacios libres y del conjunto de estos espacios se realizó el Patio de los Naranjos. La primera plantación de estos árboles en el palacio de la Generalidad se realizó el 28 de enero de 1534.
Empezaron las obras de acondicionamiento en los huertos preexistentes por Pau Mateu y Antonio Carbonell, rellenándolos hasta alcanzar el mismo nivel que la galería gótica o parte noble del edificio entre los años 1532 y 1537, en este año es cuando Tomas Barça sustituye a Pau Mateu siguiendo las obras con la realización de las lonjas con columnas de mármol rosado, sobre ellas una hilera ventanas de arcos escarzanos y un gran número de gárgolas de Bernat Montaner y Pau Forner del año 1598 representando personajes de la época, siguiendo el mismo esquema del anterior patio central del maestro Safont.
Adosados a sus muros hay los retratos escultóricos de los presidentes de la Generalidad Francesc Macià, Josep Tarradellas, Lluís Companys y Josep Irla todos del escultor Josep Maria Subirachs. En el centro está colocado un surtidor con la figura de San Jorge del año 1926, obra del escultor Frederic Galcerà.
La próxima ampliación fue realizada del año 1570 hasta 1590 añadiéndole el campanario en un extremo del patio diseñado por Pere Ferrer "major".

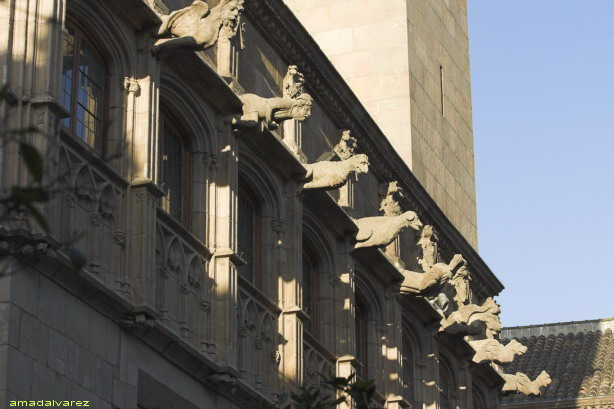
Gárgolas del patio
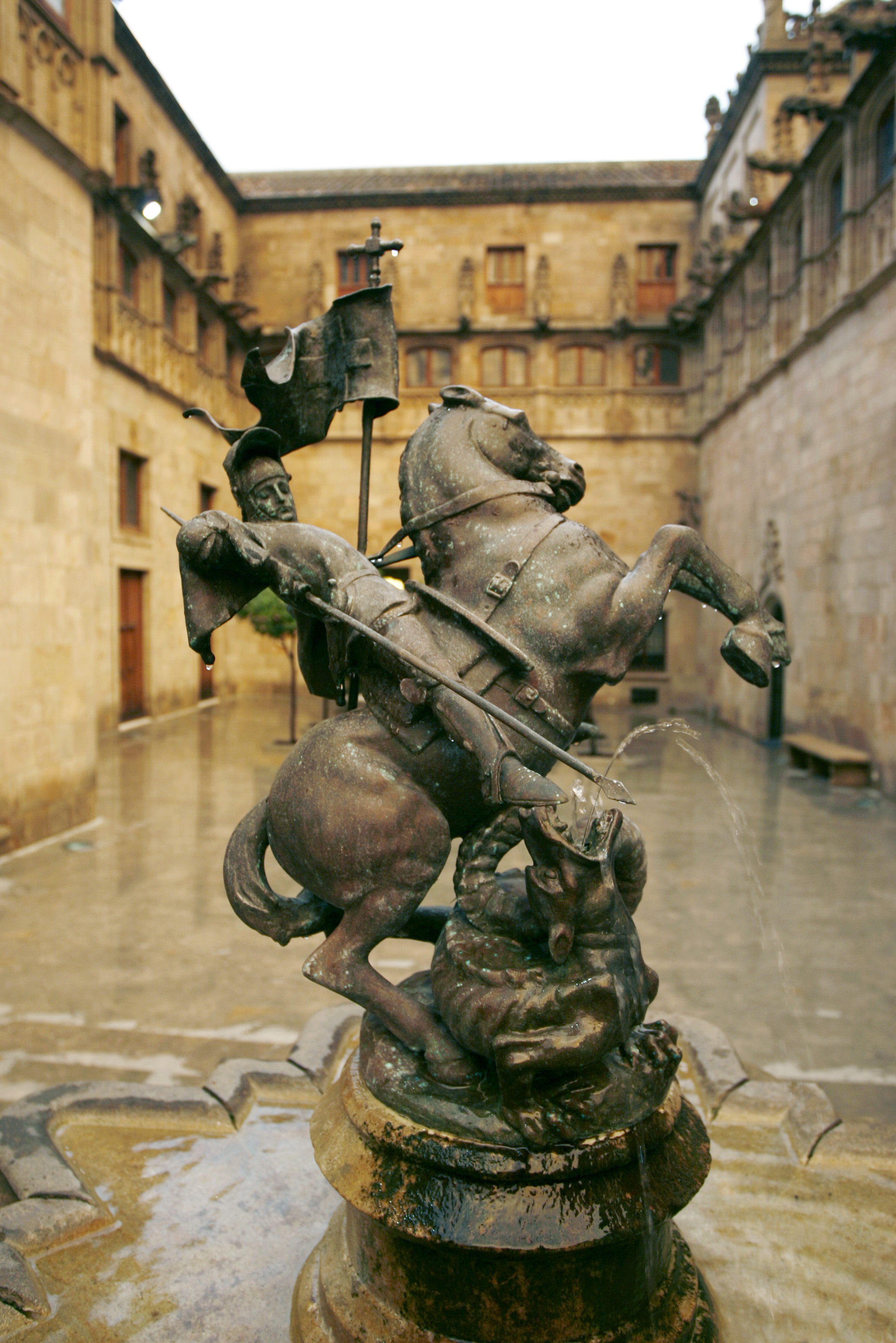
San Jorge matando el dragón.
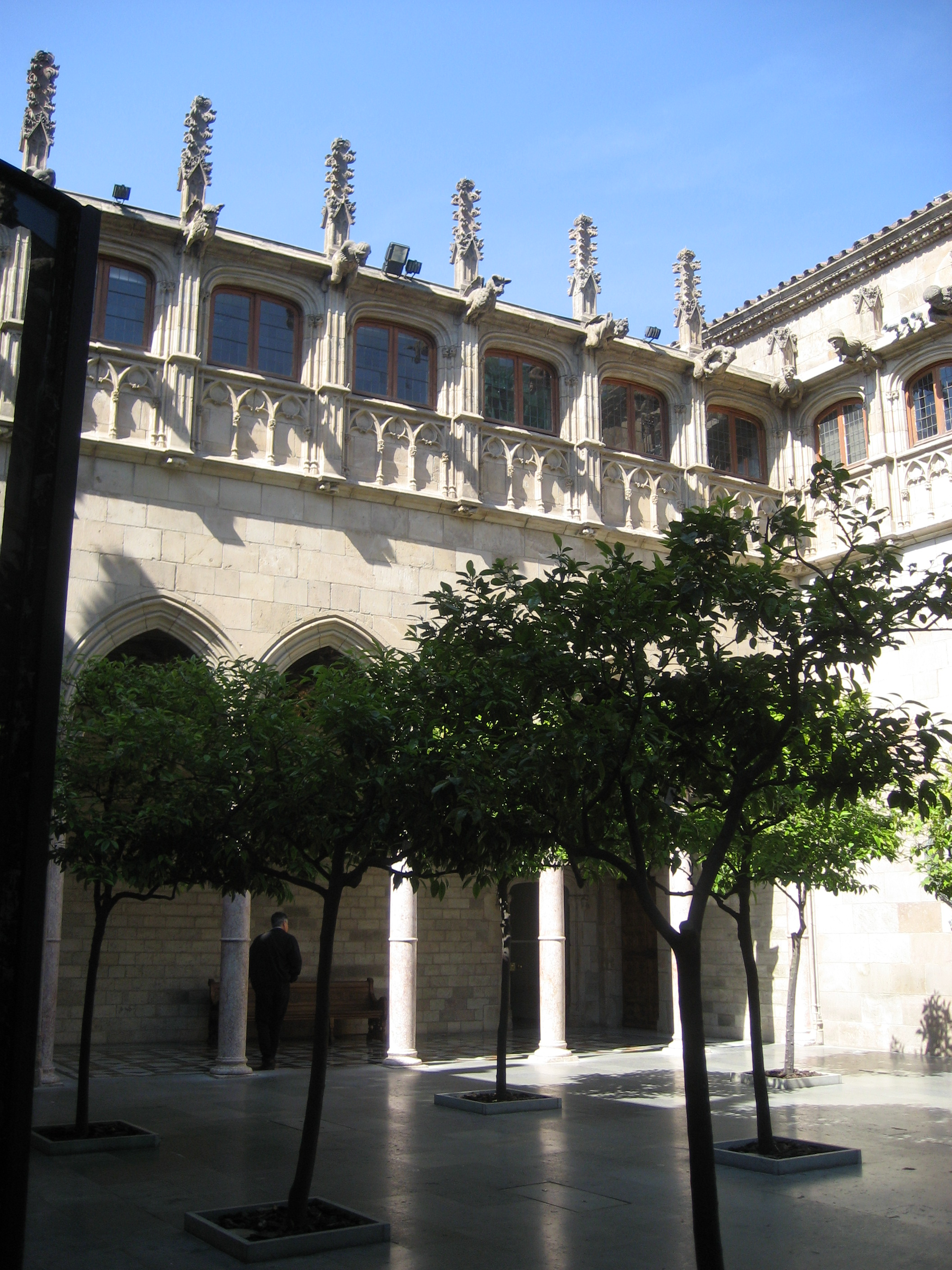
Vista general.
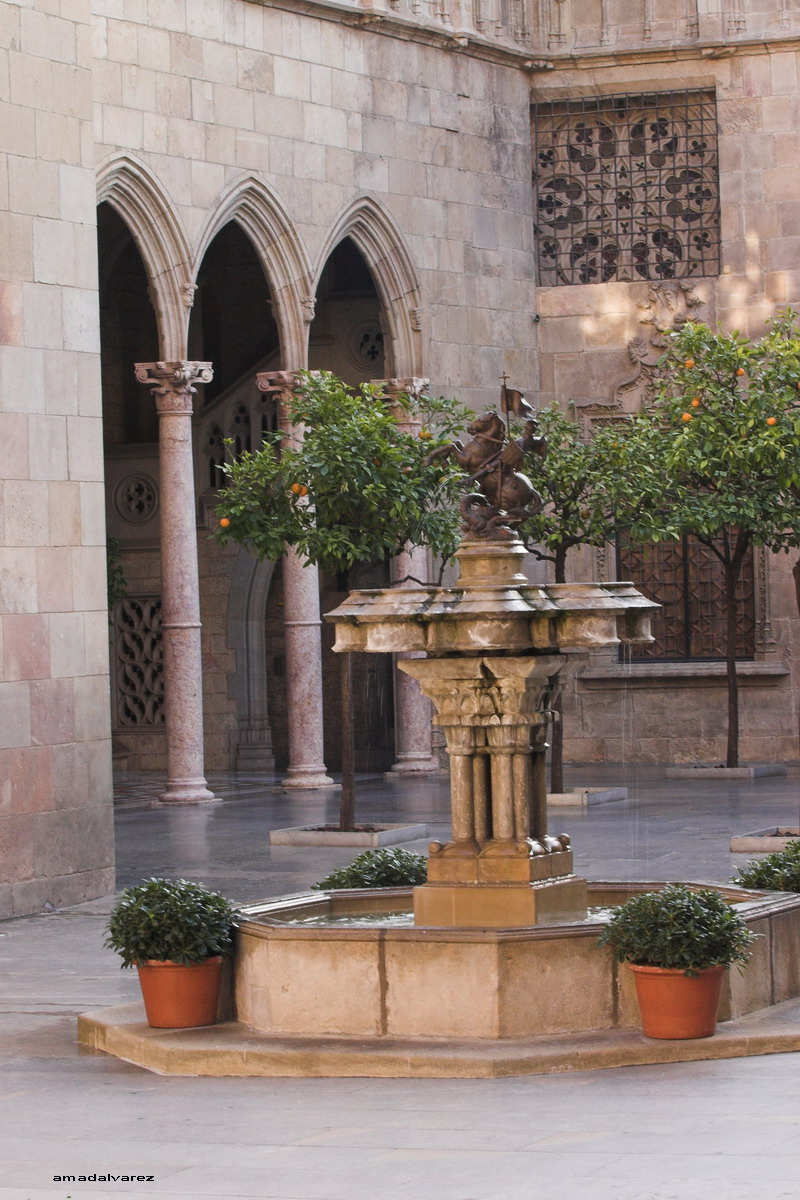
El patio de los naranjos con la fuente de Frederic Galcerà.
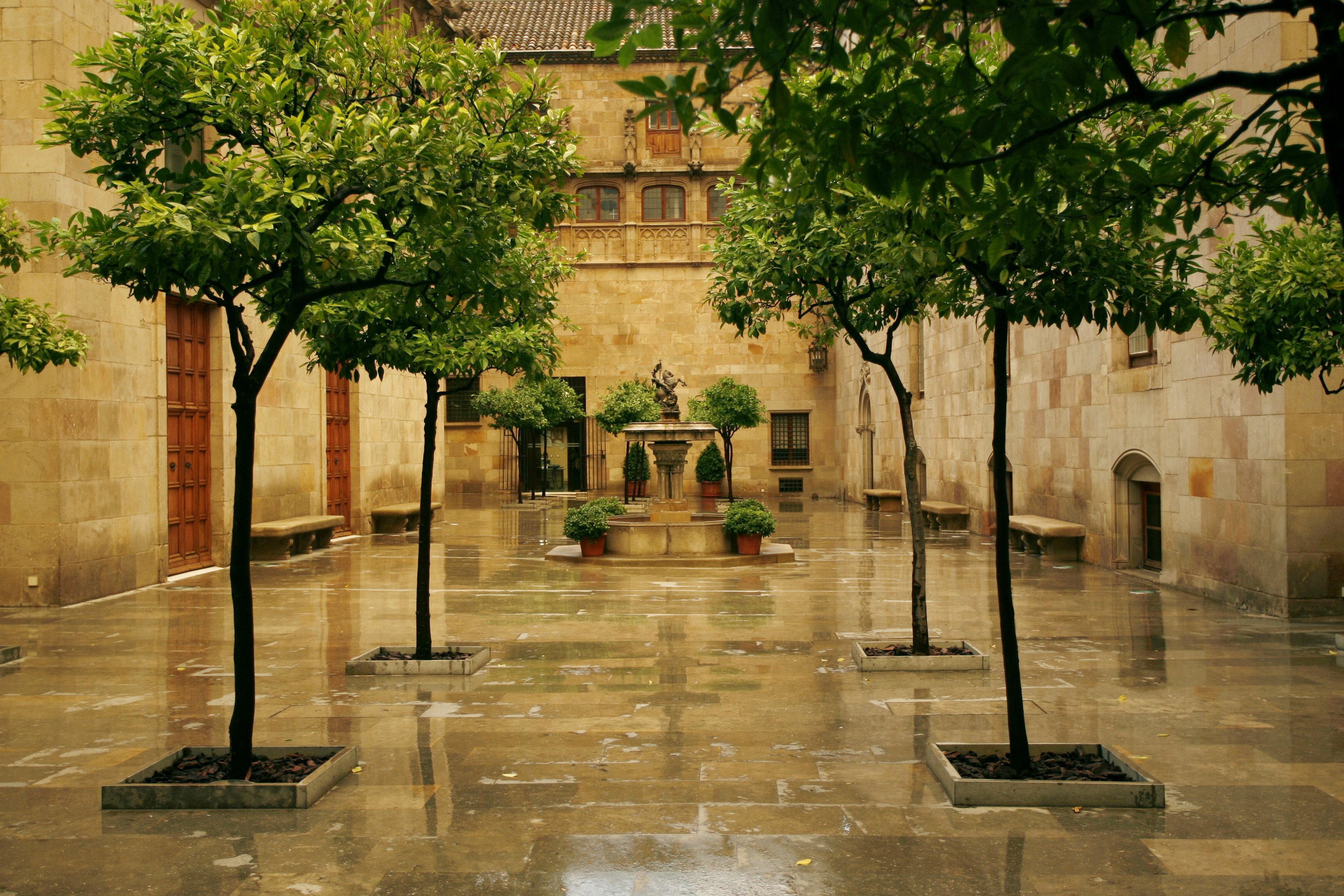
El patio un día de lluvia.

- Carillón

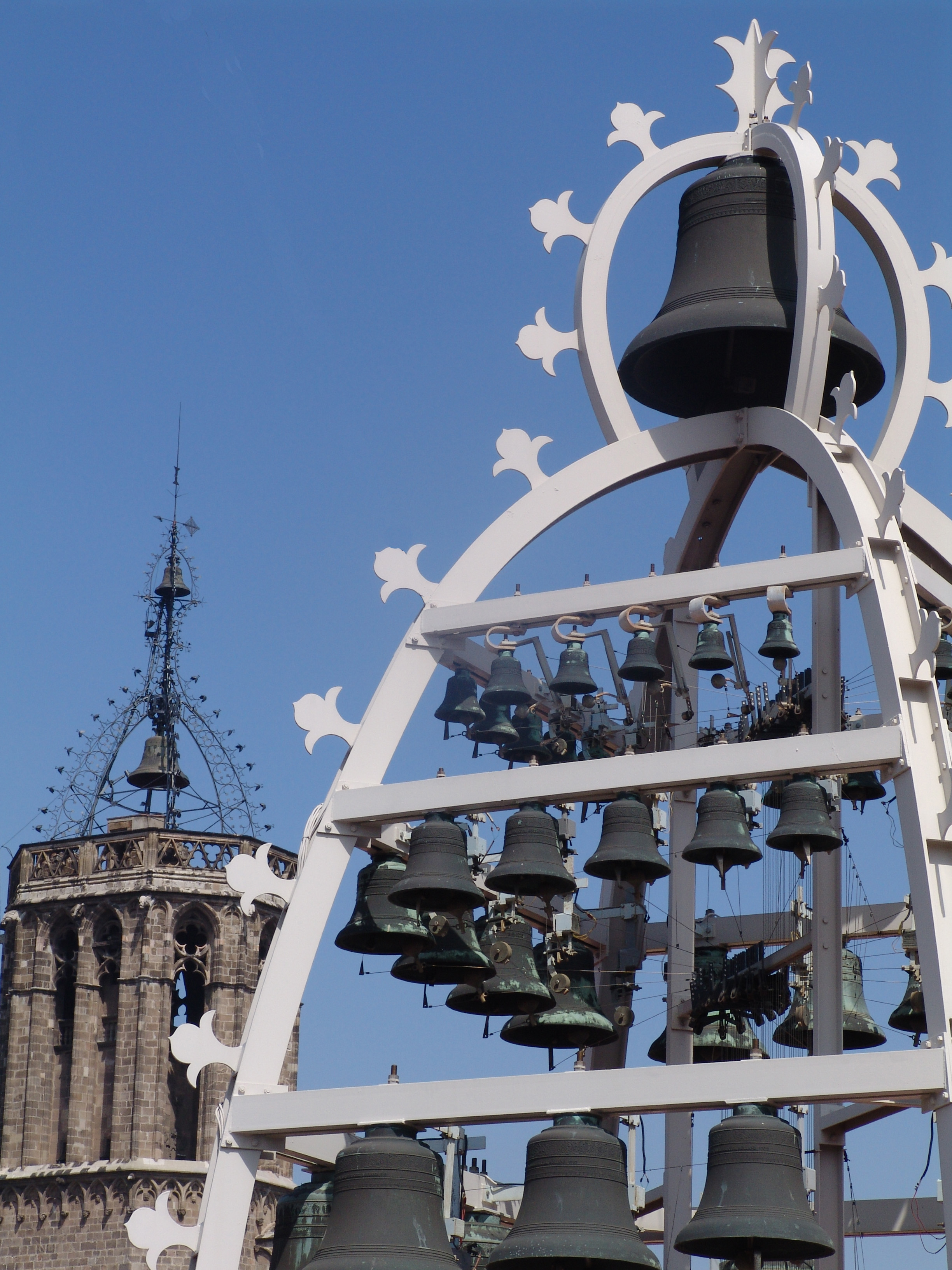
Carillón del Palacio de la Generalidad

En este campanario se colocó un carillón en el año 1927 de trece campanas, tocando cuatro veces al día las melodías:
- Canto matinal: Gozos de Nuestra Señora de Nuria
- Canto del mediodía: Ballada dels Goigs de Nostre Senyora
- A las dos de la tarde: Oración del Rey
- Al caer la tarde: Gozos de Nuestra Señora del Rosario.[22]

Un nuevo carillón fue inaugurado el 21 de diciembre de 1976, construido en los Países Bajos por la casa Petit y Fritsen y consta de 49 campanas con una extensión tonal de cuatro octavas. Se interpreta conciertos en días de fiesta señalados y cada primer domingo de mes.

### Sala Tarradellas
Conocido como Salón Dorado, adoptó el nuevo nombre en el año 2007 en homenaje al expresidente de la Generalidad Josep Tarradellas i Joan. Es en este lugar donde tiene lugar las reuniones del Gobierno de la Generalidad.
De estilo renacimiento fue construida en 1526 por Mateu Capdevila, se encuentra en el lado izquierdo del patio de los Naranjos, es una sala relativamente pequeña situada con acceso por el patio de los naranjos. Tenía excelentes tapices flamencos del siglo XVI del artista François Geubels que representan el Triunfo de la fama sobre la Muerte y el Triunfo del Tiempo sobre la Fama y un techo artesonado de madera dorada realizado en 1578 por Ramón Puig, quien cobró por este trabajo la cantidad de 200 libras barcelonesas.
En reformas de los últimos años del siglo XX, se colocó en el centro de la sala, una mesa redonda de Santiago Marco procedente del tribunal de Casación y se realizó una decoración que cubre el antiguo techo artesonado así como se han suprimido los tapices antes mencionados.
Se encuentra en esta estancia el gran mural del año 1990, realizado en cuatro plafones de Las cuatro grandes crónicas de Antoni Tàpies, dedicado a las crónicas de (en la fotografía de izquierda a derecha):
- Jaime I de Aragón. Con el símbolo J hace referencia al nombre del rey.
- Bernat Desclot. El símbolo D es el correspondiente al apellido del cronista
- Ramón Muntaner. Aquí el símbolo es el de las cuatro barras junto con el texto «què us diré» una frase muy utilizada por el cronista.
- Pedro el Ceremonioso. El símbolo P y los tres palos corresponde al nombre del rey Pedro IV de Aragón (III de Barcelona).

### Sala Torres-García
Su construcción se ejecutó a mitad del siglo XVII con entrada por el patio de los Naranjos. En los años 1912/1918 Joaquín Torres García, en estilo noucentista realizó unos murales sobre alegorías de Cataluña, para el salón de San Jorge, que durante la dictadura de Miguel Primo de Rivera fueron sustituidos por otras pinturas. Estos murales se exponen en esta sala desde el año 1966, dando desde entonces, el nombre del artista a la estancia.

### Sala Antoni Tàpies
Se entra desde la sala Torres-García, es una gran sala destinada para reuniones de los distintos departamentos de la Generalidad. 

### Sala Antoni Clavé
Sala con entrada desde la calle del Obispo, con una gran cantidad de obras pictóricas y un par de esculturas del artista Antoni Clavé, donadas en parte por el propio autor en 1993 y el resto adquiridas por la Generalidad de Cataluña, hace la función de antesala del salón de conferencias y de vestíbulo de entrada.

### Sala de conferencias
Proyectada por Puig i Cadafalch en el año 1910, está situada debajo del patio de los Naranjos. Rehalibilitada de nuevo en el año 1993, por el arquitecto Carles Solsona i Piña, quien dejó una sala amplia y sin los seis pilares que disponía del siglo XIV, pero manteniendo los capiteles suspendidos y los arcos existentes. 
Está dotada de una moderna tecnología y sistemas informáticos avanzados para la función que está pensada de sala de conferencias con capacidad para ciento veinte personas.

## Cronología arquitectónica
| Fecha       | Intervención                                                                                           | Autor                          |
| ----------- | --- | ------------------------------ |
| 1416 - 1418 | Fachada gótica de la calle del Bisbe                                                                   | Marc Safont y Pere Johan       |
| 1424        | Escalera gótica y cuarta galería del lado poniente, en el patio central                                | Marc Safont                    |
| 1432 - 1434 | Capilla de Sant Jordi en gótico flamígero                                                              | Marc Safont                    |
| 1526        | Cámara dorada                                                                                          | Mateu Capdevila                |
| 1532        | Primer tramo del Patio de los Naranjos                                                                 | Antoni Carbonell y Pau Mateu   |
| 1537        | Lonja de poniente y vestíbulo de la Cámara Dorada                                                      | Tomas Barça y Antoni Carbonell |
| 1570 - 1590 | Campanario                                                                                             | Pere Ferrer "major"            |
| 1596 - 1602 | Fachada renacentista de la plaza Sant Jaume                                                            | Pere Blai                      |
| 1597        | Salón de Sant Jordi                                                                                    | Pere Blai                      |
| 1610 - 1630 | Fachadas calles de Sant Honorat y San Sever con nuevo portal de la calle del Bisbe                     | Pere Ferrer y Pere Pau Ferrer  |
| 1860 - 1870 | Obras de reforma y repàración en la fachada de la calle San Honorat y la galería gótica                | Miquel Garriga i Roca          |
| 1860 - 1872 | Escultura de Sant Jordi para la fachada de la plaza Sant Jaume                                         | Andreu Aleu i Teixidor         |
| 1890        | Escalera de Honor en el vestíbulo principal                                                            | Romà Prats i Montlló           |
| 1910        | Sala de Conferencias y restauración general                                                            | Josep Puig i Cadafalch         |
| 1927        | Colocación de un carillón en el campanario                                                             | ¿                              |
| 1928        | Puente neogótico de unión en la calle del Bisbe y proyecto de la chimenea de la Sala de la Presidencia | Joan Rubió i Bellver           |
| 1928        | Ejecución de la chimenea de la Sala de la Presidencia                                                  | Josep M. Camps Arnau           |
| 1976        | Nuevo carillón                                                                                         | Petit & Fritsen                |
| 1993        | Remodelación de la Sala de Conferencias                                                                | Carles Solsona i Piña          |
| 2006        | Reformas en la Sala Tarradellas (Salón Dorado)                                                         | José Antonio Martínez Lapeña   |